# Nepál
Nepál (nepálsky नेपाल, Nepál), plným jménem Nepálská federativní demokratická republika (nepálsky: सङ्घीय लोकतान्त्रिक गणतन्त्र नेपाल), je vnitrozemský stát v jižní Asii na severním okraji Indického subkontinentu. Rozkládá se převážně v Himálaji, ale zahrnuje také části Indoganžské nížiny. Na severu sousedí s čínskou Tibetskou autonomní oblastí a na jihu, východě a západě s Indií, přičemž od Bangladéše je úzce oddělen Siligurským koridorem a od Bhútánu indickým státem Sikkim. Nepál má rozmanitou geografii, která zahrnuje úrodné nížiny, subalpínské zalesněné kopce a osm z deseti nejvyšších hor světa, včetně Mount Everestu, nejvyššího bodu Země. Nepál je mnohonárodnostní, mnohojazyčný, mnohonáboženský a multikulturní stát, jehož úředním jazykem je nepálština. Na ploše 148 000 km2 žije přibližně 31 milionů obyvatel, Káthmándú je hlavním a největším městem země.
Název Nepál se poprvé objevuje v textech z védského období, tedy z doby, kdy vznikl hinduismus, převládající náboženství v zemi. V polovině prvního tisíciletí před naším letopočtem se v Lumbiní na jihu Nepálu narodil Gautama Buddha, zakladatel buddhismu. Části severního Nepálu se stýkaly s kulturou Tibetu. Centrálně položené údolí Káthmándú bylo ovlivněno kulturou Indoárijců a bylo sídlem prosperující konfederace Névarců známé jako Nepál mandala. Himálajské větvi starověké Hedvábné stezky dominovali obchodníci z káthmándského údolí. V kosmopolitním regionu se vyvinulo svébytné tradiční umění a architektura. V 18. století Nepál sjednotilo království Gorkha. Dynastie Šáhů založila Nepálské království a později uzavřela spojenectví s Britským impériem pod vedením svých prvních ministrů z dynastie Ránů. Země nebyla nikdy kolonizována, ale byla nárazníkovým státem mezi Čínskou říší a Britskou Indií. Parlamentní demokracie byla zavedena v roce 1951, ale nepálští monarchové ji dvakrát pozastavili, a to v letech 1960 a 2005. Nepálská občanská válka v 90. letech 20. století a na počátku 21. století vyústila v roce 2008 v nastolení sekulární republiky, která ukončila existenci poslední hinduistické monarchie na světě.
Nepálská ústava přijatá v roce 2015 definuje zemi jako sekulární federativní parlamentní republiku rozdělenou do sedmi provincií. V roce 1955 byl Nepál přijat do Organizace spojených národů a v roce 1950 byla podepsána smlouva o přátelství s Indií a v roce 1960 s Čínou. Nepál hostí stálý sekretariát Jihoasijského sdružení pro regionální spolupráci, jehož je zakládajícím členem. Nepál je také členem Hnutí nezúčastněných zemí a Iniciativy pro Bengálský záliv. Nepálské ozbrojené síly jsou páté největší v jižní Asii a jsou pozoruhodné svou historií Gurkhů, zejména během světových válek, a významně přispívají k mírovým operacím OSN.

## Etymologie

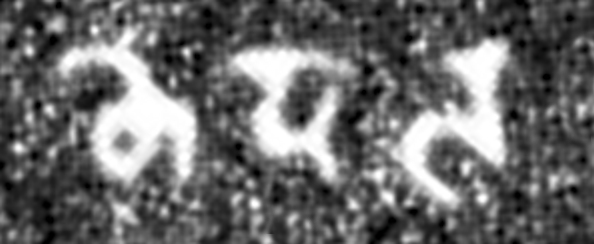
„Nepál“ v pozdním písmu bráhmí, na nápisu Allahabadově sloupu Samudragupta (350–375 n. l.)

Před sjednocením Nepálu se údolí Káthmándú nazývalo Nepál. Přesný původ termínu Nepál je nejistý. Objevuje se ve staroindických literárních textech datovaných až do 4. století př. n. l. Absolutní chronologii nelze stanovit, protože i nejstarší texty mohou obsahovat anonymní části až z raného novověku. Akademickým pokusům o věrohodnou teorii brání neúplná znalost historie a lingvistiky příslušných indoevropských a tibetsko-barmských jazyků.
Podle hinduistické mytologie Nepál odvozuje své jméno od staroindického mudrce jménem Ne, označovaného také jako Ne Muni nebo Nemi. Podle Pašupati Purány byla země v srdci Himálaje jako místo chráněné Neem známá jako Nepāl, podle Nepál Mahátmá byl Nemi pověřen Pašupatim ochranou země. Podle buddhistické mytologie Maňdžušrí Bódhisattva vypustil prapůvodní hadí jezero, aby vytvořil údolí Nepál, a prohlásil, že Ádi-buddha Ne se postará o společenství, které jej osídlí. Jako opatrovník Ne se údolí bude jmenovat Nepāl. Podle Gópálarádžvamšávali, genealogie starověké dynastie Gópálů sestavené asi v 80. letech 13. století, je Nepál pojmenován podle pastýře krav Nepa, zakladatele nepálského rodu Abhirů. V této zprávě se kráva, která vydávala mléko na místě, kde Nepa při průzkumu objevil Pashupatināthovu džyotirlingu, jmenovala také Ne.
Norský indolog Christian Lassen navrhl, že Nepāla je složeninou slov Nipa (úpatí hory) a -ala (krátká přípona pro alaja znamenající příbytek), a tak Nepāla znamená „příbytek na úpatí hory“. Považoval Ne Muni za výmysl. Indolog Sylvain Levi považoval Lassenovu teorii za neudržitelnou, ale neměl žádnou vlastní teorii, pouze navrhoval, že buď je slovo Nevára vulgarismem sanskrtského Nepala, nebo že je Nepala sanskrtizací místního etnika. Jeho názor našel určitou podporu, i když neodpovídá na otázku etymologie. Bylo také navrženo, že Nepa tvoří tibetsko-barmský kmen složený z Ne (dobytek) a Pa (hlídač), což odráží skutečnost, že první obyvatelé údolí byli Gopalové (pasáci krav) a Mahispalové (pasáci buvolů). Suníti Kumár Čatterdží se domníval, že Nepál vznikl z tibetsko-burmanských kořenů – Ne, jehož význam je nejistý (neboť existuje více možností), a pala nebo bal, jehož význam se zcela ztratil.

## Historie

### Starověký Nepál
Před 55 000 lety přišli z Afriky, kde se dříve vyvíjeli, na indický subkontinent první moderní lidé. Nejstarší známé pozůstatky moderního člověka v jižní Asii pocházejí z doby před přibližně 30 000 lety. Přibližně ze stejné doby pocházejí i nejstarší objevené archeologické doklady o lidském osídlení v Nepálu.
Po roce 6500 př. n. l. se v Méhrgarhu a dalších lokalitách v dnešním Balúčistánu objevily doklady o domestikaci potravinářských plodin a zvířat, stavbě trvalých staveb a skladování zemědělských přebytků, které se postupně vyvinuly v kulturu poříčí Indu, první městskou kulturu v jižní Asii. V kopcích Siváliku v okrese Dang byla objevena prehistorická naleziště paleolitického, mezolitického a neolitického původu, a za nejstarší obyvatele dnešního Nepálu a přilehlých oblastí jsou považováni lidé z kultury poříčí Indu. Je možné, že Drávidové, jejichž historie předchází nástupu doby bronzové na indickém subkontinentu (kolem roku 6300 př. n. l.), obývali tuto oblast před příchodem dalších etnických skupin, jako jsou Tibeto-Barmánci a Indoárijci z druhé strany hranice. Kolem roku 4000 př. n. l. se Tibeto-Barmánci dostali do Nepálu buď přímo přes Himálaj z Tibetu, nebo přes Myanmar (Barmu) a severovýchodní Indii, případně přes obojí. Stella Kramrischová (1964) se zmiňuje o tzv. substrátu předdravidské a drávidské rasy, kteří byli v Nepálu ještě před Néváry, kteří vytvořili většinu starověkých obyvatel údolí Káthmándú.
V pozdně védském období byl Nepál zmiňován v různých hinduistických textech, například v pozdně védské Atharvavedě Pariśiṣṭa a v postvédské Atharvaširša Upanišadě. Gopal Bansa byla nejstarší dynastií, která byla v různých textech zmiňována jako nejstarší vládci centrálního himálajského království známého pod názvem "Nepál". Po Gópalech následovali Kirátové, kteří podle některých údajů vládli více než 16 století. Podle Mahábháraty se tehdejší kirátský král vydal zúčastnit bitvy u Kurukšétry. V jihovýchodní oblasti byl Džanakpurdham hlavním městem prosperujícího království Videha neboli Mithila, které sahalo až ke Ganze a bylo domovem krále Džanaky a jeho dcery Síty.
Kolem roku 600 př. n. l. vznikla v jižních oblastech Nepálu malá království a konfederace klanů. Z jednoho z nich, z rodu Šákja, vzešel princ, který se později vzdal svého postavení a vedl asketický život, založil buddhismus a stal se známým jako Gautama Buddha (tradičně uváděný, že žil v letech 563-483 př. n. l.). Nepál se v následujících staletích prosadil jako země duchovnosti a útočiště, sehrál důležitou roli při předávání buddhismu do východní Asie přes Tibet a pomohl uchovat hinduistické a buddhistické rukopisy.
V roce 250 př. n. l. se jižní oblasti dostaly pod vliv Maurjovské říše. Král Ašóka vykonal pouť do Lumbiní a v místě Buddhova narození vztyčil sloup, jehož nápisy znamenají počátek řádně zaznamenané historie Nepálu[44]. Ašóka také navštívil údolí Káthmándú a nechal zde postavit památníky připomínající návštěvu Gautamy Buddhy. Ve 4. století n. l. byla velká část Nepálu pod vlivem Guptovy říše.
V údolí Káthmándú byli Kiratové vytlačeni na východ Liččhavi a dynastie Liččhaviů se dostala k moci asi v roce 400 n. l. Liččhaviové stavěli památky a zanechali řadu nápisů; nepálské dějiny z tohoto období jsou poskládány téměř výhradně z nich. V roce 641 Songcän Gampo z Tibetské říše posílá Narendradevu s armádou zpět k Liččaviům a podrobuje si Nepál. Části Nepálu a Liččhavi byly později pod přímým vlivem Tibetské říše. Koncem 8. století došlo k úpadku dynastie Liččhaviů a následovala vláda Thákurů. Thákurijští králové vládli zemi až do poloviny 11. století n. l.; o tomto období, které se často nazývá obdobím temna, není mnoho známo.

### Středověký Nepál
V 11. století vznikla v západním Nepálu mocná říše Khasů, jejíž území v době největšího rozkvětu zahrnovalo velkou část západního Nepálu a také části západního Tibetu a indického Uttarákhandu. Do 14. století se říše rozpadla na volně spojené Baise rajyas, doslova 22 států, protože jich bylo tolik. Bohatá kultura a jazyk Khasů se v následujících staletích rozšířily po celém Nepálu a až do Indočíny; jejich jazyk, později přejmenovaný na nepálštinu, se stal lingua franca Nepálu i velké části severovýchodní Indie.
V jihovýchodním Nepálu Simraungarh kolem roku 1100 n. l. anektoval Mithilu a sjednocený Tirhut stál jako mocné království více než 200 let, dokonce po určitou dobu vládl nad Káthmándú. Po dalších 300 letech muslimské nadvlády se Tirhut dostal pod kontrolu Sens z Makawanpuru. Ve východních horách vládla oblasti mezi Káthmándú a Bengálskem konfederace kirátských knížectví.
V údolí Káthmándú se v polovině 14. století v Káthmándú a v Pátanu usadili Mallové, kteří se v nepálských dějinách objevují několikrát od starověku. Mallové vládli v údolí nejprve pod svrchovaností Tirhutu, ale koncem 14. století, kdy Tirhut upadal, si vytvořili samostatnou vládu. Na konci 14. století zavedl Džajasthiti Malla rozsáhlé socioekonomické reformy, z nichž hlavní byl kastovní systém. Rozdělením původního neárijského buddhistického obyvatelstva do kast podle vzoru hinduistického systému čtyř varen poskytl vlivný model pro sanskrtizaci a hinduizaci původního nehinduistického kmenového obyvatelstva ve všech knížectvích v Nepálu. V polovině 15. století se Káthmándú stalo mocnou říší, která se podle Kirkpatricka rozkládala od Digarči neboli Sigatse v Tibetu až po Tirhut a Gáju v Indii. Koncem 15. století rozdělila mallská knížata své království na čtyři části - Káthmándú, Pátan a Bhaktapúr v údolí a Banepa na východě. V rámci soupeření o prestiž mezi těmito bratrskými královstvími došlo v centrálním Nepálu k rozkvětu umění a architektury a k vybudování třech slavných náměstí: káthmándského, pátanského a bhaktapúrského Durbaru; jejich rozdělení a nedůvěra vedly na konci 18. století k jejich pádu a nakonec ke sjednocení Nepálu v moderní stát.
Kromě jednoho ničivého vyplenění Káthmándú na počátku 13. století zůstal Nepál z velké části nedotčen muslimskou invazí do Indie, která začala v 11. století. Mughalské období znamenalo příliv hinduistů z Indie do Nepálu. Ti se brzy smísili s Khasy a v 16. století existovalo v Nepálu asi 50 knížectví ovládaných Rádžputy, včetně 22 (Bajsí) států a na východ od nich v západní části středního Nepálu a 24 států Čaubisi. Objevil se názor, že Nepál zůstává skutečnou baštou nefalšovaného hinduismu v době, kdy byla indická kultura ovlivněna staletími mughalské a následně britské nadvlády. Gorkha, jeden ze států Bajsí, se stal vlivným a ambiciózním královstvím s pověstí spravedlnosti poté, co v nepálských horách kodifikoval první na hinduismu založené zákony.

### Sjednocení, expanze a konsolidace (1768–1951)
V polovině 18. století se gorkhský král Prithví Nárájan Šáh rozhodl dát dohromady území, které se stalo dnešním Nepálem. Svou misi zahájil zajištěním neutrality sousedních horských království. Po několika krvavých bitvách a obléhání, zejména po bitvě u Kirtipuru, se mu v roce 1769 podařilo dobýt údolí Káthmándú. Gorkhská kontrola dosáhla svého vrcholu, když se pod nepálskou kontrolu dostala království Kumaon a Garhvál na západě až po Sikkim na východě. Spor s Tibetem o kontrolu horských průsmyků a vnitřních údolí Tingri v Tibetu přiměl čínského císaře Čching k zahájení čínsko-nepálské války, která přinutila Nepálce stáhnout se k vlastním hranicím na severu. Soupeření mezi Nepálským královstvím a Východoindickou společností o kontrolu států sousedících s Nepálem nakonec vedlo k anglo-nepálské válce (1815–1816). Britové zpočátku Nepálce podcenili a byli tvrdě poraženi, až nakonec nasadili více vojenských prostředků, než předpokládali, že budou potřebovat. Gurkhové tak získali pověst divokých a nelítostných vojáků. Válka skončila smlouvou ze Sugauli, na jejímž základě se Nepál vzdal nedávno dobytých území.
Frakcionismus uvnitř královské rodiny vedl k období nestability. V roce 1846 bylo odhaleno spiknutí, které prozradilo, že vládnoucí královna plánovala svrhnout Džunga Bahádura Kunvára, rychle rostoucího vojenského vůdce. To vedlo ke Kotskému masakru; ozbrojené střety mezi vojenským personálem a správci věrnými královně vedly k popravě několika stovek knížat a náčelníků po celé zemi. Džang Bahádur vyšel z boje vítězně, založil dynastii Ránů a stal se známým jako Džang Bahádur Rána. Král se stal titulární osobou a funkce ministerského předsedy se stala mocnou a dědičnou. Ránové byli rozhodně probritští a pomáhali jim během indického povstání v roce 1857 (a později v obou světových válkách). V roce 1860 darovali Britové Nepálu některé části západní oblasti Teraj jako přátelské gesto kvůli její vojenské pomoci při udržení britské kontroly v Indii během povstání (tzv. Naya Muluk, nová země). V roce 1923 Spojené království a Nepál formálně podepsaly dohodu o přátelství, která nahradila smlouvu ze Sugauli z roku 1816.
V roce 1919 byl zakázán hinduistický obřad satí, při kterém se vdova obětovala na pohřební hranici svého manžela, a v roce 1924 bylo oficiálně zrušeno otroctví. Vláda Ránů se vyznačovala tyranií, zhýralostí, hospodářským vykořisťováním a náboženským pronásledováním.

### Soudobé dějiny
Koncem 40. let 20. století se nově vznikající prodemokratická hnutí a politické strany v Nepálu stavěly k ranovské autokracii kriticky. Po úspěchu indického hnutí za nezávislost, kterého se nepálští aktivisté zúčastnili, se Nepálskému kongresu za podpory Indie a spolupráce krále Tribhuvana podařilo svrhnout ranovský režim a nastolit parlamentní demokracii. Po deseti letech mocenských tahanic mezi králem a vládou král Mahéndra (vládl v letech 1955–1972) v roce 1960 demokratický experiment zrušil a Nepálu začal vládnout „bezpartijní“ systém pančajátů. Politické strany byly zakázány a politici uvězněni nebo posláni do vyhnanství. Vláda pančajátů zemi modernizovala, zaváděla reformy a rozvíjela infrastrukturu, ale omezovala svobody a zaváděla tvrdou cenzuru. V roce 1990 donutilo Lidové hnutí krále Biréndru (vládl 1972–2001) přijmout ústavní reformy a zavést demokracii s více stranami.
V roce 1996 zahájila maoistická strana násilnou snahu o nahrazení královského parlamentního systému lidovou republikou, což vedlo k dlouhé nepálské občanské válce s více než 16 000 mrtvými. Po smrti krále i korunního prince při masakru v královském paláci zdědil v roce 2001 trůn bratr krále Biréndry Gjánéndra a následně převzal plnou výkonnou moc s cílem sám potlačit maoistické povstání.
Po úspěchu pokojné demokratické revoluce v roce 2006 se maoistická strana zapojila do hlavního politického proudu; Nepál se stal sekulárním státem a 28. května 2008 byl vyhlášen federativní republikou, čímž ukončil svůj letitý status jediného hinduistického království na světě. Po deseti letech nestability a vnitřních sporů, během nichž se konaly dvoje volby do ústavodárného shromáždění, byla 20. září 2015 vyhlášena nová ústava, podle níž se Nepál stal federativní demokratickou republikou rozdělenou na sedm provincií.

## Státní symboly

### Vlajka
Nepálská vlajka je tvarem naprosto výjimečná vlajka, která se skládá ze dvou nestejně vysokých karmínových, modře lemovaných pravoúhlých trojúhelníků položených nad sebou (částečně přes sebe). V horním trojúhelníku se nachází stylizovaná bílá silueta Měsíce s osmi paprsky, v dolním pak silueta Slunce s dvanácti paprsky. K poslední změně vlajky došlo v roce 1962, kdy byly vypuštěny kresby tváří ze symbolů Měsíce a Slunce.

### Znak
Nepálský státní znak je tvořen bílou, mapovou siluetou státu, položenou na tmavě zelenou, kopcovitou krajinu, nad níž ční světle modrý, částečně zasněžený štít Mount Everestu, nejvyšší hory nejen Nepálu, ale celého světa. Pod kopci jsou dvě podané ruce (mužská a ženská). Výjev je orámován zelenými, červeně kvetoucími větvemi pěnišníku (rododendronu). V horní části je mezi konci ratolestí malá státní vlajka. Pod výjevem je zelená plocha, přes kterou jsou položeny dva odvrácené, tmavě žluté klasy pádí. V dolní části je červená, zvlněná stuha s bílým mottem जननी जन्मभूमिश्च स्वर्गादपी गरीयसी (Jananī janmabhūmiśca svargādapi garīyasī) v písmu dévanágarí (česky Matka a vlast jsou důležitější než nebeská říše).

### Hymna
Nepálská hymna je píseň Sajaun thúngá phúlká (česky Stovky květů). Text hymny napsal básník Pradeep Kumar Rai alias Bjakul Maila. Hudbu složil Amber Gurung.

## Geografie

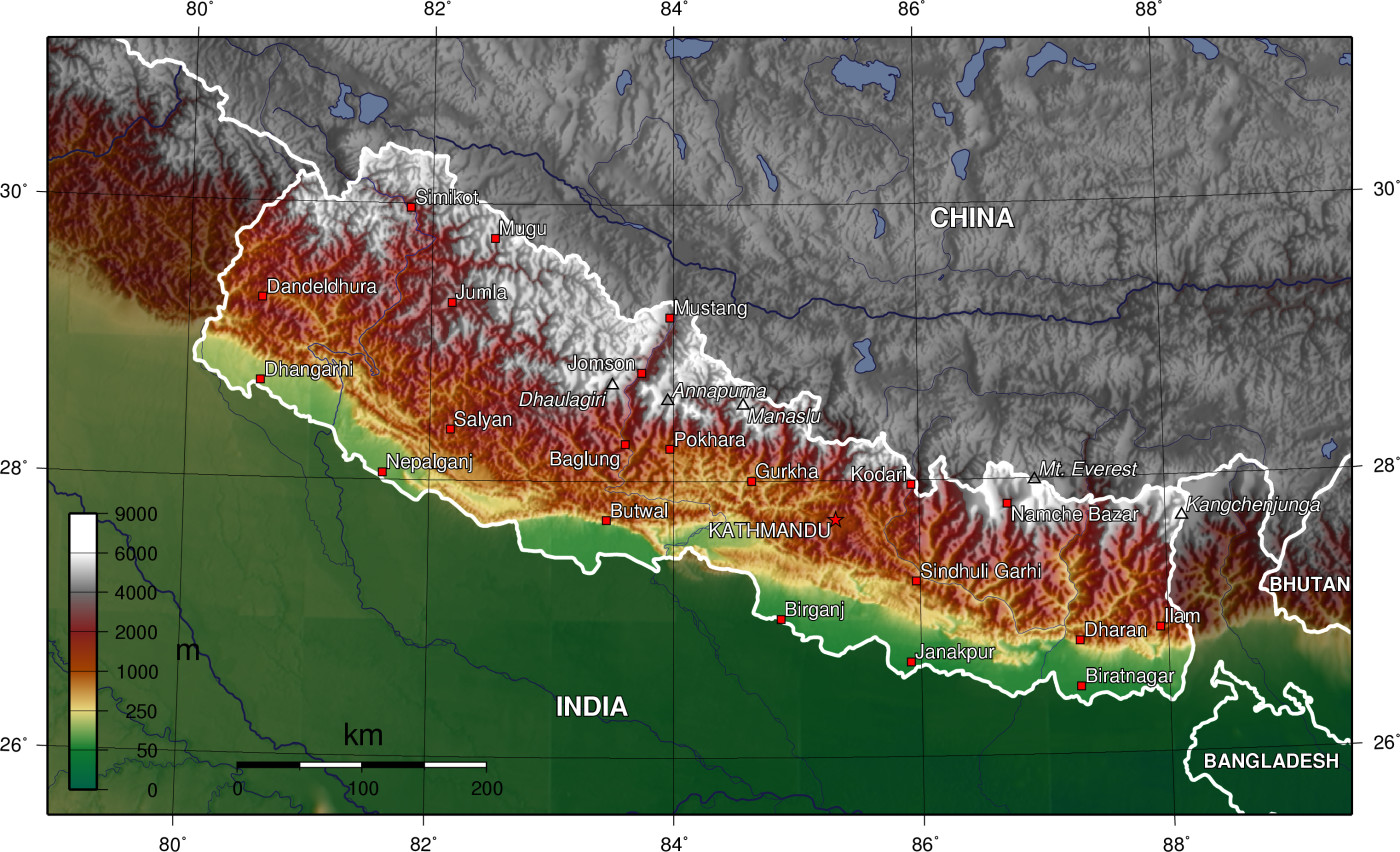
Topografická mapa Nepálu

Nepál má zhruba lichoběžníkový tvar, je přibližně 800 km dlouhý a 200 km široký, jeho rozloha je 147 516 km2. Leží mezi 26° a 31° severní šířky a 80° a 89° východní délky. Určující geologické procesy v Nepálu začaly před 75 miliony let, kdy indická deska, tehdy součást jižního superkontinentu Gondwany, se začala pohybovat k severovýchodu, což bylo způsobeno rozpínáním oceánského dna na jihozápadě a později na jih a jihovýchod, současně se pod euroasijskou deskou začala subdukovat rozsáhlá oceánská kůra Tethyn na severovýchodě. Tyto dvojí procesy, poháněné konvekcí v zemském plášti, jednak vytvořily Indický oceán, jednak způsobily, že se indická kontinentální kůra nakonec podsouvala pod Eurasii a vyzdvihla Himálaj. Vznikající bariéry zablokovaly cesty řekám a vytvořily velká jezera, která se prolomila až před 100 000 lety a vytvořila úrodná údolí ve vrchovinách, jako je údolí Káthmándú. V západní oblasti si řeky, které byly příliš silné na to, aby se nechaly zastavit, prořízly některé z nejhlubších soutěsek na světě. Bezprostředně na jih od vznikajícího Himálaje vytvořil pohyb desek rozsáhlé koryto, které se rychle zaplnilo sedimenty přenášenými řekami a dnes tvoří Indoganžskou nížinu. Nepál leží téměř celý v této kolizní zóně a zaujímá centrální sektor himálajského oblouku, téměř třetinu 2 400 km dlouhého Himálaje, přičemž malý pruh nejjižnějšího Nepálu zasahuje do Indoganžské nížiny a dva okresy na severozápadě se táhnou až k Tibetské náhorní plošině.

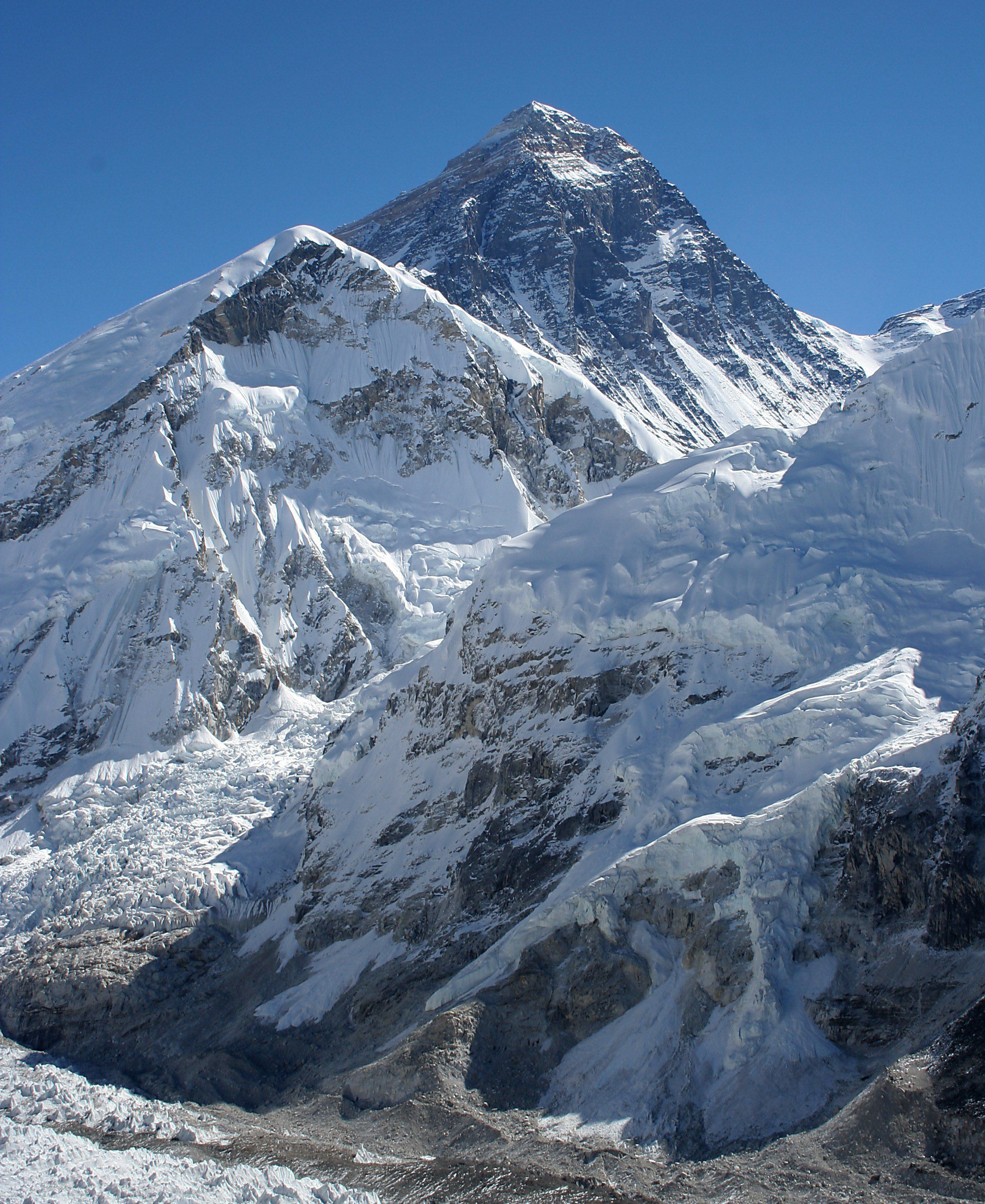
Nejvyšší hora světa Mount Everest leží na nepálsko-čínské hranici

Nepál se dělí na tři hlavní fyziografická pásma známá jako Himal-Pahad-Teraj. Himal je horská oblast obsahující sníh a nacházející se ve Velkém himálajském pohoří; tvoří severní část Nepálu. Nacházejí se zde místa s nejvyššími nadmořskými výškami na světě včetně 8 848,86 m vysokého Mount Everestu (nepálsky Sagarmáthá) na hranici s Čínou. Sedm dalších světových "osmitisícovek" leží v Nepálu nebo na jeho hranicích s Tibetem: Lhotse, Makalu, Čo Oyu, Kančendženga, Dhaulágirí, Annapurna a Manaslu. Pahad (Mahábhárat) je horská oblast, kde zpravidla neleží sníh. Nadmořská výška pohoří se pohybuje od 800 do 4 000 m n. m. s přechodem od subtropického podnebí pod 1 200 m n. m. do alpského podnebí nad 3 600 m n. m. Jižní hranici této oblasti tvoří Dolní himálajský hřbet, který dosahuje výšky 1 500 až 3 000 metrů, na sever od něj se střídají subtropická říční údolí a "kopce". Hustota zalidnění je vysoká v údolích, ale výrazně nižší nad 2 000 m n. m. a velmi nízká nad 2 500 m n. m., kde v zimě občas padá sníh. Jižní nížinné pláně neboli Teraj hraničící s Indií jsou součástí severního okraje Indoganžské nížiny. Teraj je nížinná oblast obsahující některá pohoří. Roviny byly vytvořeny a jsou napájeny třemi velkými himálajskými řekami: Kósí, Gandak a Ghághra (nepálsky zvané Karnali) a také menšími řekami pramenícími pod stálou sněhovou čárou. Tato oblast má subtropické až tropické podnebí. Nejvzdálenější pásmo podhůří zvané Siválik, jehož hřeben dosahuje výšky 700 až 1 000 metrů, vyznačuje hranice Gangské nížiny. Severně od těchto předhůří se na několika místech rozkládají široká, nízká údolí nazývaná Vnitřní terajská údolí (Bhitri Tarai Upatyaka).

Köppenova klasifikace podnebí pro Nepál

Indická zemská deska se vůči Asii stále posouvá na sever rychlostí přibližně 50 mm za rok. Nepál je tak náchylný k zemětřesením a pravidelná zemětřesení s ničivými následky jsou významnou překážkou rozvoje. Eroze Himálaje je velmi důležitým zdrojem sedimentů, které odtékají do Indického oceánu. Zejména řeka Saptakoshi odnáší z Nepálu obrovské množství bahna, nicméně v Biháru zaznamenává extrémní pokles spádu, což způsobuje vážné povodně a změny toku, a proto je známá jako Bihárská bolest. Silné záplavy a sesuvy půdy každoročně v monzunovém období způsobují úmrtí a nemoci, ničí zemědělskou půdu a ochromují dopravní infrastrukturu země.
Nepál má pět klimatických pásem, která zhruba odpovídají nadmořské výšce. Tropické a subtropické pásmo leží ve výšce pod 1 200 m, mírné pásmo ve výšce 1 200 až 2 400 m, chladné pásmo ve výšce 2 400 až 3 600 m, subarktické pásmo ve výšce 3 600 až 4 400 m a arktické pásmo ve výšce nad 4 400 m. V Nepálu je pět ročních období: léto, monzun, podzim, zima a jaro. Himálaj v zimě blokuje studené větry ze střední Asie a tvoří severní hranici monzunových větrů.

### Biodiverzita

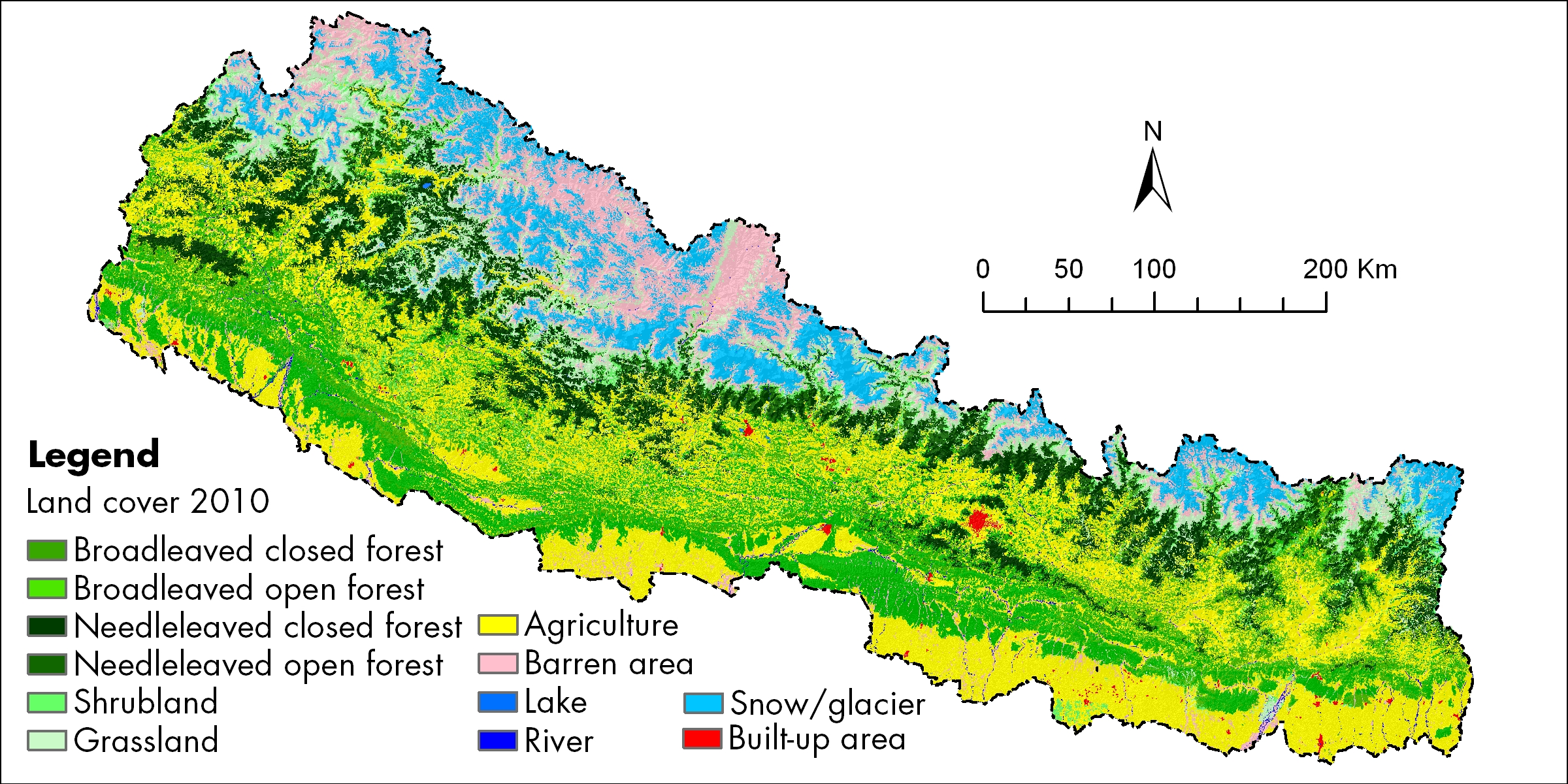
Tato mapa půdního pokryvu Nepálu s využitím dat Landsat 30 m (2010) ukazuje lesní porost jako dominantní typ půdního pokryvu v Nepálu

Nepál navzdory své rozloze vykazuje neúměrně velkou rozmanitost rostlin a živočichů. Nepál jako celek tvoří západní část východního himálajského horkého bodu biodiverzity s pozoruhodnou biokulturní rozmanitostí. Dramatické rozdíly v nadmořské výšce, které se v Nepálu vyskytují (60 m od hladiny moře na pláních Teraj až po 8 848 m na Mount Everestu), mají za následek rozmanitost biomů. Východní polovina Nepálu je na biodiverzitu bohatší, protože zde více prší, ve srovnání se západní částí, kde jsou ve vyšších nadmořských výškách běžnější podmínky arktického pouštního typu. V Nepálu žije 4 % všech druhů savců, 8,9 % druhů ptáků, 1 % druhů plazů, 2,5 % druhů obojživelníků, 1,9 % druhů ryb, 3,7 % druhů motýlů, 0,5 % druhů můr a 0,4 % druhů pavouků. V 35 typech lesů a 118 ekosystémech Nepálu se nalézá 2 % druhů kvetoucích rostlin, 3 % kapraďorostů a 6 % mechorostů.

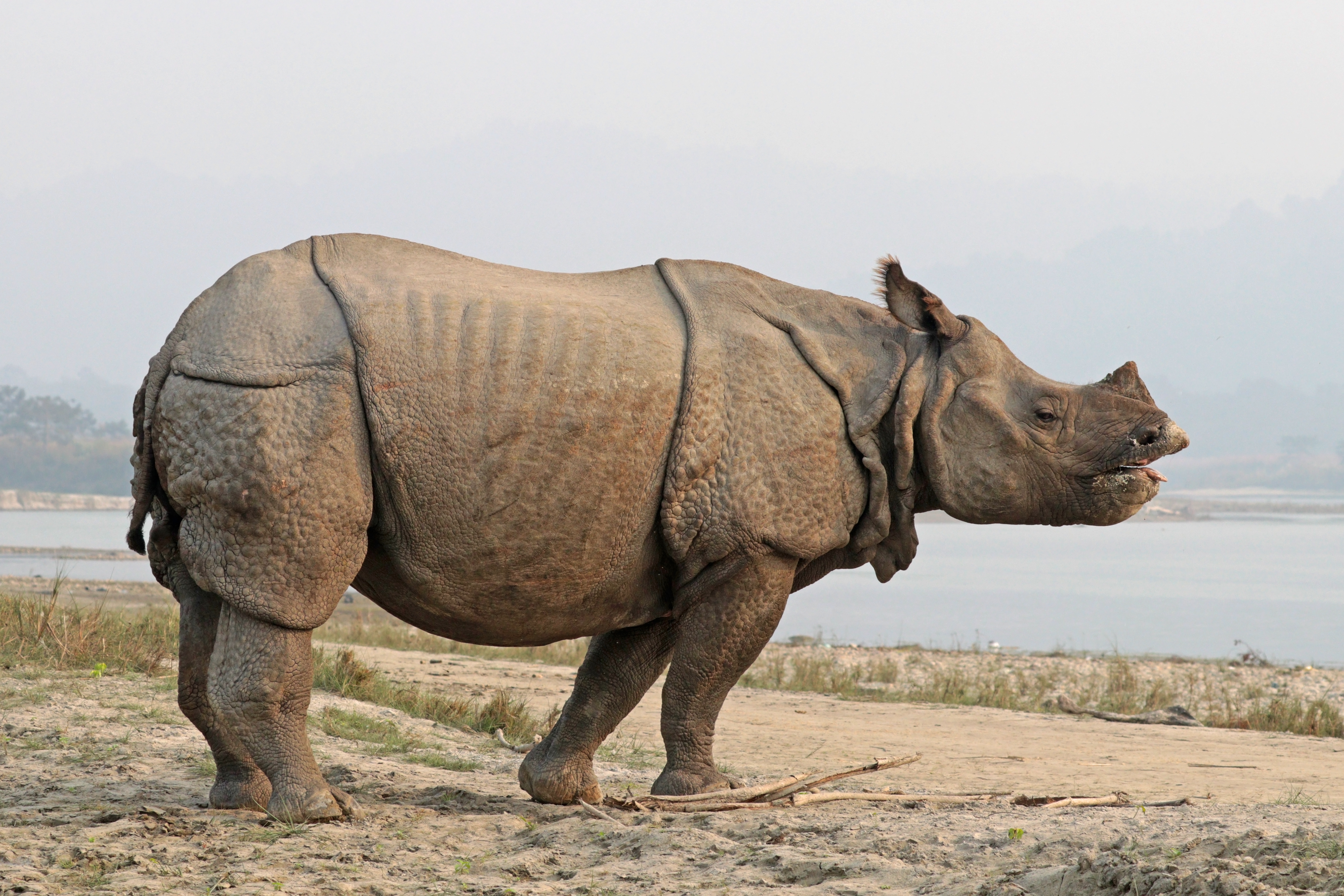
Nosorožec indický se pohybuje na subtropických pastvinách na pláních Teraje

Rozloha nepálských lesů činí 59 624 km2, což je 40 % celkové rozlohy země, a dalších 4,38 % tvoří křoviny, takže celková zalesněná plocha činí 44,74 %, což představuje nárůst o 5 % od přelomu tisíciletí. Průměrné skóre indexu integrity lesní krajiny v roce 2019 bylo 7,23/10, což zemi řadí na 45. místo na světě ze 172 zemí. V jižních nížinách se v ekoregionu Teraj-Duar vyskytují savany a pastviny s jedněmi z nejvyšších travin na světě a také lesy šál, tropické stálezelené lesy a tropické říční opadavé lesy. V nižších polohách (700 m n. m. - 2000 m n. m.) jsou běžné subtropické a mírné opadavé smíšené lesy obsahující převážně šal (v nižších polohách), Chilaune a Katus a také subtropické borové lesy s převahou borovice čiré. Ve středních pahorkatinách (2 000-3 000 m n. m.) převládá dub a pěnišník. Subalpínské jehličnaté lesy pokrývají pásmo od 3 000 m do 3 500 m, kde dominuje dub (zejména na západě), jedle himálajská, borovice himálajská a jedlovec himalájský; častý je i výskyt pěnišníku. Ve výšce nad 3 500 m na západě a nad 4 000 m na východě ustupují jehličnaté stromy vysokohorským keřům a loukám s převahou pěníšníku.
Mezi pozoruhodné stromy patří trpká azadirachta indická neboli neem, která se hojně používá v tradiční bylinné medicíně, a bujně rostoucí fíkovník posvátný neboli peepal, který je zobrazen na starověkých pečetích z Mohendžodára a pod nímž podle záznamů v pálijském kánonu hledal osvícení Gautamo Buddha.

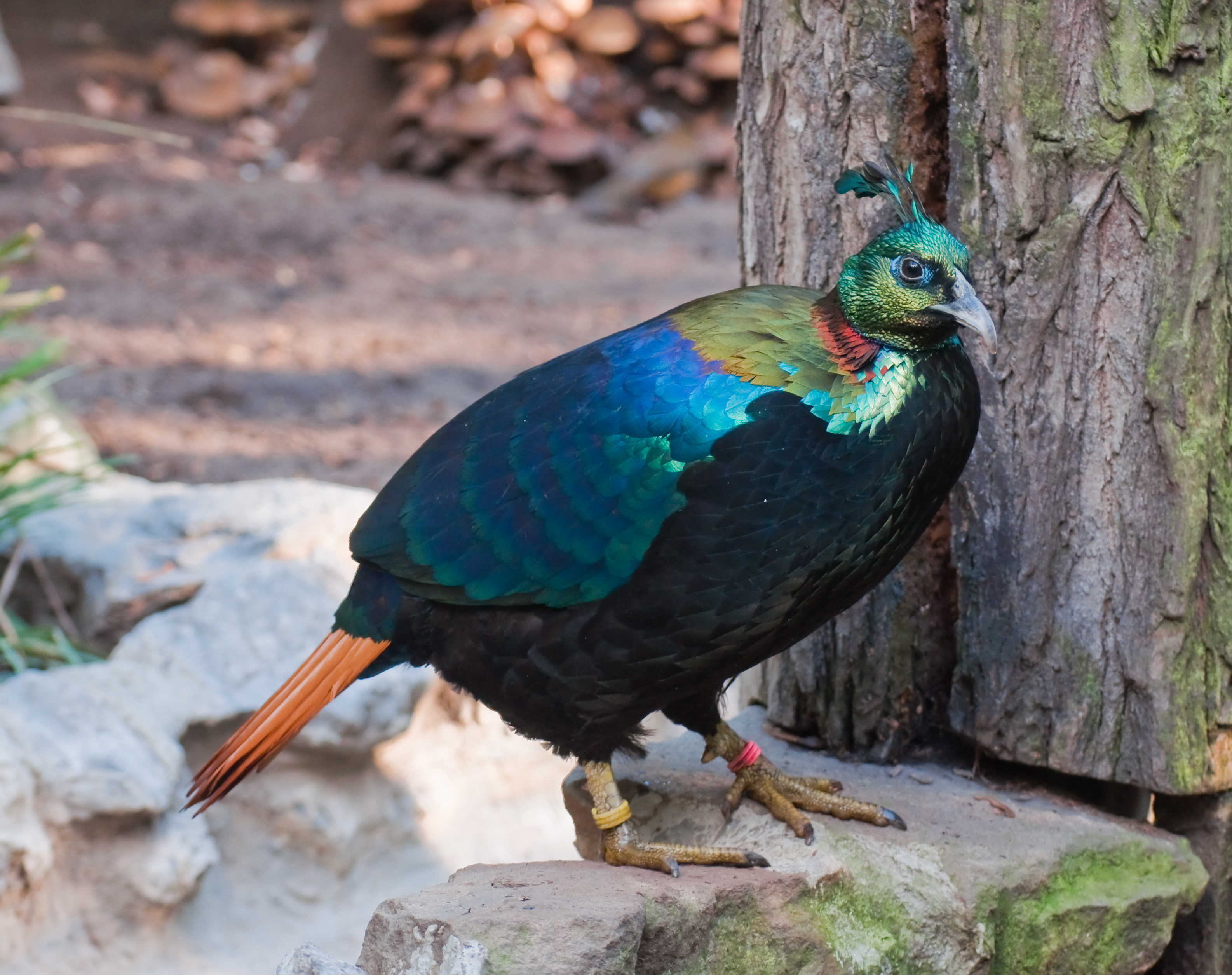
Bažant lesklý (Danphe), národní pták Nepálu, hnízdí vysoko v Himálaji

Většina subtropických stálezelených listnatých lesů v nižších polohách Himálaje pochází z třetihorní flóry Tethysu. Při srážce indické desky s Eurasií, která vytvořila a zvedla Himálaj, byla suchá a polosuchá středomořská flóra během následujících 40-50 milionů let vytlačena a přizpůsobena více alpínskému klimatu. Himálajské ohnisko biodiverzity bylo v neogénu místem masové výměny a mísení indických a euroasijských druhů. V Nepálu je endemický jeden druh savce (myšice nepálská), po dvou druzích ptáků a plazů, devět obojživelníků, osm druhů ryb a 29 druhů motýlů.
V Nepálu se vyskytuje 107 ohrožených druhů zařazených do červeného seznamu IUCN, z toho 88 druhů živočichů, 18 druhů rostlin a jeden druh ze skupiny "houby a protista". Patří mezi ně ohrožený tygr indický, panda červená, slon indický, kabar bělobřichý, divoký vodní buvol a jihoasijský říční delfín, dále kriticky ohrožený gaviál indický , drop bengálský,a sup bělohlavý, který téměř vyhynul v důsledku konzumace mršin dobytka ošetřeného diklofenakem. Všudypřítomný a ekologicky ničivý zásah člověka v posledních desetiletích kriticky ohrožuje nepálskou faunu a flóru. V reakci na to byl podstatně rozšířen systém národních parků a chráněných území, který poprvé vznikl v roce 1973 přijetím zákona o národních parcích a ochraně divoké přírody z roku 1973. Tzv. supí restaurace spolu se zákazem veterinárního používání diklofenaku vedly k nárůstu počtu supů bělohlavých. Komunitní lesnický program, v jehož rámci se třetina obyvatel země přímo podílí na obhospodařování čtvrtiny celkové zalesněné plochy, pomohl místním ekonomikám a zároveň snížil konflikty mezi lidmi a divokými zvířaty. Díky chovatelským programům spolu s vojenskými hlídkami za pomoci komunit a potíráním pytláctví a pašování se pytláctví kriticky ohrožených tygrů a slonů a mimo jiné i zranitelných nosorožců snížilo fakticky na nulu a jejich počet se neustále zvyšuje. Nepál má dvanáct národních parků, jednu přírodní rezervace, jednu loveckou rezervaci, šest chráněných území a devět nárazníkových zón o celkové rozloze 35 000 km2, což představuje 23 % celkové rozlohy země, přičemž deset mokřadů je chráněno podle Ramsarské úmluvy.

### Otázky životního prostředí
Problémy životního prostředí v Nepálu zahrnují řadu otázek, jako je odlesňování, změna klimatu, energetika, odpady a ochrana druhů. Mnohé z těchto problémů byly vyvolány rychlou industrializací bez zásadní regulace životního prostředí.
Významnými zdroji znečištění vody jsou sedimentace a vypouštění průmyslových odpadních vod a významným zdrojem znečištění vnitřního ovzduší a příčina dýchacích potíží je spalování dřeva jako paliva. Ke znečištění ovzduší v městských oblastech stále více přispívají emise z dopravních prostředků a průmyslu.
Míra úmrtnosti na vnitřní i venkovní látky znečišťující ovzduší činila 133,3 na 100 000 obyvatel (2017), což je druhá nejvyšší míra úmrtnosti po úmrtnosti na srdečně-cévní onemocnění v Nepálu. Při spalování uhlí a paliv z biomasy nedochází k úplnému spalování. Zanechávají za sebou určité množství různých chemických látek a plynů, které jsou obvykle dýchatelné a mohou být spojeny s dlouhodobými chronickými obstrukčními plicními chorobami, kardiovaskulárními chorobami a nepříznivými reprodukčními účinky. Nejzranitelnějšími skupinami jsou při znečištění ovzduší v domácnostech ženy a děti.
Především ve venkovských a horských oblastech země, kde lidé často nemají v důsledku nízkých venkovních teplot možnost větrání v domácnostech, mají tendenci používat tuhá paliva a biomasu. Téměř 64 % domácností vaří v interiérech na palivovém dřevě a 10 % domácností spaluje kravský trus kvůli nedostatku lepších kamen, plynu na vaření a lepšího větrání. To je hlavní problém, který způsobuje environmentální zdravotní problémy, jako je zánět spojivek, podráždění horních cest dýchacích a akutní respirační infekce. V Káthmándú vede znečištění ovzduší – v důsledku stavebních projektů, vysokého počtu obyvatel, který má za následek zvýšený počet vozidel, a špatného stavu silnic – k nebezpečnému znečištění.
Zdá se, že odlesňování a degradace půdy postihují mnohem větší část populace a mají nejhorší důsledky pro hospodářský růst a živobytí jednotlivců. Úbytek lesů přispívá k záplavám, erozi půdy a stagnaci zemědělské produkce. Odhady naznačují, že od roku 1966 do roku 2000 se lesní porosty snížily ze 45 na 29 % celkové rozlohy země. Mezi často uváděné příčiny odlesňování patří růst populace, vysoká spotřeba palivového dřeva, infrastrukturní projekty a přeměna lesů na pastviny a ornou půdu. Podle vládních odhadů se ročně ztratí 1,5 milionu tun živin z půdy a v roce 2002 se přibližně 5 % zemědělských podniků stalo neobdělávatelnými v důsledku eroze půdy a záplav.
Degradace půd je připisována růstu populace, nesprávnému používání agrochemikálií a příliš intenzivnímu využívání půdy, která je příliš malá na to, aby většině domácností poskytla dostatek potravin. Od konce 80. let 20. století se vládní politiky snaží tyto četné a související problémy řešit. Politiky často brzdí nedostatek finančních prostředků, nedostatečné znalosti nepálských horských ekosystémů, byrokratická neefektivita a někdy i sporné vztahy mezi centrální vládou a místními komunitami (MFSC, 2000).
Nepál měl v roce 2018 průměrnou hodnotu indexu integrity lesní krajiny 7,23/10, což jej řadí na 45. místo na světě ze 172 hodnocených zemí.
Změna klimatu v Nepálu je pro Nepál velkým problémem, protože je jednou z nejzranitelnějších zemí vůči dopadům změny klimatu. Celosvětově je Nepál na čtvrtém místě, pokud jde o zranitelnost vůči změně klimatu. Záplavy se šíří po úpatí Himálaje a přinášejí sesuvy půdy, po nichž zůstávají desítky tisíc domů a zničené rozsáhlé plochy zemědělské půdy a silnic. Ve vydání indexu klimatických rizik organizace Germanwatch pro rok 2021 byl vyhodnocen jako desátá země nejvíce postižená klimatickými kalamitami v letech 2000 až 2019. Země má v indexu environmentální výkonnosti (EPI) velmi nízké výsledky a celkově se (v roce 2022) umístila na 162 místě ze 180 hodnocených zemí.

## Politika a vláda

### Politika
|                             |                                  |
| Rám Čandra Poudel prezident | Khadga Prasád Oli předseda vlády |

Nepál je parlamentní republikou se systémem více politických stran. Má tři politické strany zastoupené ve federálním parlamentu: Nepálská komunistická strana (NKS), Nepálský kongres (NK) a Nepálská strana Džanata Samajbadi (JSPN). Ze dvou hlavních stran, které se obě oficiálně hlásí k demokratickému socialismu, je Nepálská komunistická strana považována za levicovou, zatímco Nepálský kongres za centristický. Během většiny krátkých období uplatňování demokracie v 50. a 90. letech 20. století měl Nepálský kongres většinu křesel v parlamentu; v 90. letech 20. století byla jeho konkurentem Komunistické strany Nepálu (sjednocená marxisticko-leninská) KSN-ML. Po vstupu maoistů do politického procesu v roce 2006 se stali třetí největší stranou, po volbách v roce 2017, prvních podle nové ústavy, se NKS, vzniklá sloučením KSN-ML a Komunistické strany Nepálu (Maoistický střed), stala vládnoucí stranou na federální úrovni a v šesti ze sedmi provincií. Koalice Madhesi, složená ze stran Samajbadi a Rastriya Janata, které se později spojily do JSPN, vytvořila provinční vládu v provincii Madhesi (tehdejší provincie č. 2), ačkoli ve zbytku země má zanedbatelné zastoupení. Ačkoli má Nepálský kongres výrazně menší zastoupení, je jedinou významnou opozicí vůči vládnoucí komunistické straně na všech úrovních vlády. Šér Bahádur Deuba, vůdce Nepálského kongresu, byl v červenci 2021 opět jmenován premiérem.

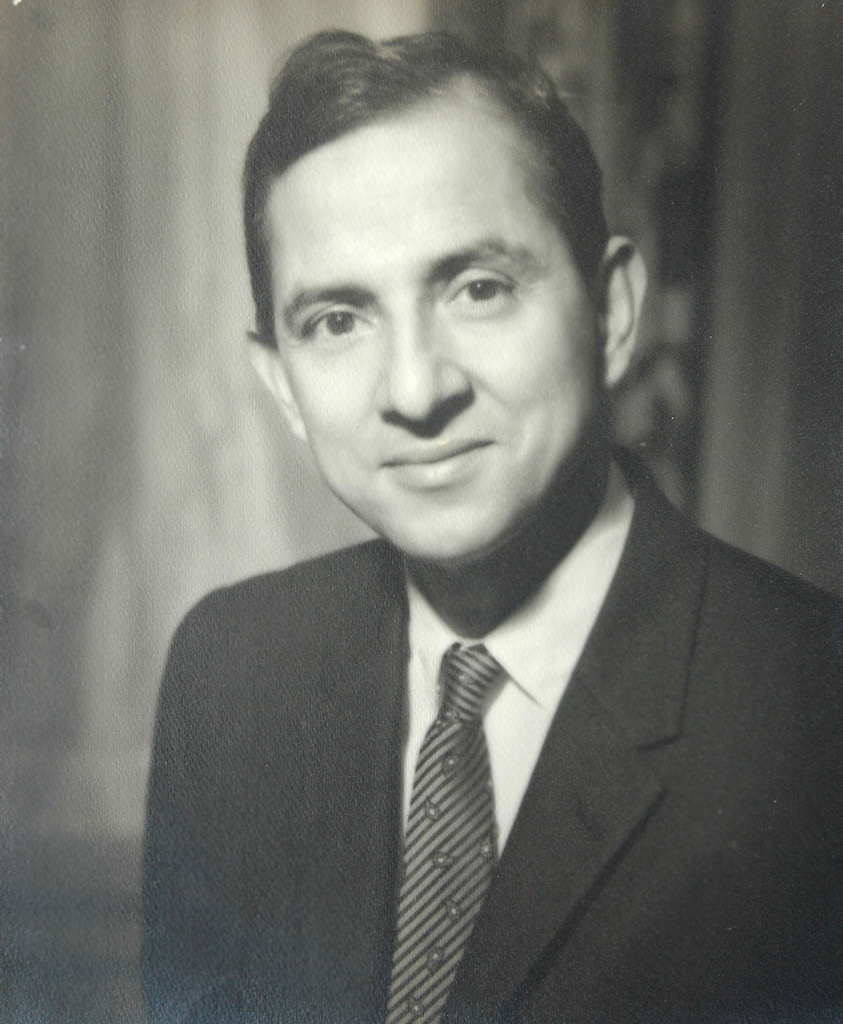
B. P. Koirála vedl revoluci v roce 1951, stal se prvním demokraticky zvoleným premiérem a po svém sesazení a uvěznění v roce 1961 strávil zbytek života bojem za demokracii

Ve 30. letech 20. století vzniklo v hlavním městě živé podzemní politické hnutí, z něhož se v roce 1936 zrodila organizace Nepal Praja Parišad, která byla po popravě čtyř velkých mučedníků o sedm let později rozpuštěna. Přibližně ve stejné době se Nepálci zapojení do indického hnutí za nezávislost začali organizovat do politických stran, což vedlo ke zrodu Nepálského kongresu a Komunistické strany Nepálu. V době, kdy se komunismus snažil najít svou oporu, se Nepálskému kongresu podařilo v roce 1951 svrhnout ránovský režim a těšil se drtivé podpoře voličů. V bezpartijním systému pančajátů, který v roce 1962 inicioval král Mahéndra, se ve vedení vlády střídali stoupenci monarchie; političtí vůdci zůstávali v ilegalitě, v exilu nebo ve vězení. Komunistické povstání bylo v 70. letech potlačeno v jeho kolébce, což nakonec vedlo ke spojení dosud rozptýlených komunistických frakcí do Sjednocené levicové fronty.
Po společném občanském odporu Sjednocené levicové fronty a Nepálského kongresu, který v roce 1990 svrhl pančaját, se fronta přejmenovala na Komunistické strany Nepálu (sjednocená marxisticko-leninská) , přijala vícestranickou demokracii a během krátkého období, kdy byla ve vládě, zavedla sociální programy, které jsou stále populární. Poté, co se maoistická strana zapojila do hlavního politického proudu po mírové revoluci v roce 2006, přijala také vícestranickou demokracii jako svou oficiální linii. V přechodném období mezi lety 2006 a 2015 docházelo k trvalým protestům nově vzniklých etnocentrických nacionalistických hnutí, mezi nimiž bylo hlavní Hnutí Madhéš. RJPN a SPN prosazující rovná práva a samosprávu pro Madhéš se staly hlavními politickými stranami v Terai, zejména v provincii Madhéš.

### Vláda
Nepál se řídí nepálskou ústavou. Podle ní má Nepál multietnické, multilingvální, multináboženské a multikulturní charakteristiky se společnými aspiracemi lidí žijících v různých geografických oblastech, kteří jsou oddáni a sjednoceni poutem věrnosti národní nezávislosti, územní celistvosti, národním zájmům a prosperitě Nepálu.
Nepálská vláda má tři složky:
- Výkonná moc: Výkonná moc je tvořena dvěma orgány, které se starají o správu země: Forma vlády je vícestranický, konkurenční, federativní demokratický republikánský parlamentní systém založený na pluralitě. Prezident jmenuje předsedu parlamentní strany, která má většinu ve Sněmovně reprezentantů, předsedou vlády, který tvoří Radu ministrů, jež vykonává výkonnou moc.
- Zákonodárná moc: Nepálský zákonodárný sbor, nazývaný federální parlament, se skládá ze Sněmovny reprezentantů a Národního shromáždění. Sněmovna reprezentantů se skládá z 275 členů volených smíšeným volebním systémem a její funkční období je pětileté. Národní shromáždění, které se skládá z 59 členů volených provinčními volebními kolegii, je stálou sněmovnou; třetina jeho členů je volena každé dva roky na šestileté období.[124]
- Soudní moc: Nepál má unitární třístupňové nezávislé soudnictví, které se skládá z Nejvyššího soudu, nejvyššího soudu v zemi, v jehož čele stojí předseda Nejvyššího soudu, sedmi vrchních soudů, jednoho v každé provincii, nejvyššího soudu na úrovni provincie, a 77 okresních soudů, jednoho v každém okrese. Městské rady mohou svolávat místní soudní orgány k řešení sporů a vynášet nezávazné rozsudky v případech, které se netýkají žalovatelných trestných činů. Jednání a postupy místních soudních orgánů mohou řídit a kontrolovat okresní soudy.[123]

### Správní rozdělení
| Provincie   | Hl. město     | Guvernér                    | Hlavní ministr                   | Okresy | Plocha (km2) | Obyvatelstvo sčítání 2011 | Obyvatelstvo sčítání 2021 | Hustota (ob./km2) 2021 | Index lidského rozvoje | Mapa |
| ----------- | ------------- | --------------------------- | -------------------------------- | ------ | ------------ | ------------------------- | ------------------------- | ---------------------- | ---------------------- | ---- |
| Kóší        | Biratnagar    | Somnath Adhikari            | Rajendra Kumar Rai               | 14     | 25 905       | 4 534 943                 | 4 972 021                 | 192                    | 0,553                  |      |
| Madhéš      | Janakpur      | Hari Shankar Mishra         | Lalbabu Raut                     | 8      | 9 661        | 5 404 145                 | 6 126 288                 | 634                    | 0,485                  |      |
| Bágmatí     | Hetauda       | Yadav Chandra Sharma        | Rajendra Prasad Pandey           | 13     | 20 300       | 5 529 452                 | 6 084 042                 | 300                    | 0,560                  |      |
| Gandakí     | Pókhara       | Prithvi Man Gurung          | Krishna Chandra Nepali           | 11     | 21 856       | 2 403 757                 | 2 479 745                 | 113                    | 0,567                  |      |
| Lumbiní     | Deukhuri      | Amik Sherchan               | Kul Prasad KC                    | 12     | 19 707       | 4 499 272                 | 5 124 225                 | 260                    | 0,519                  |      |
| Karnálí     | Birendranagar | Govinda Prasad Kalauni      | Jeevan Bahadur Shahi             | 10     | 30 213       | 1 570 418                 | 1 694 889                 | 56                     | 0,469                  |      |
| Sudurpaščim | Godawari      | Ganga Prasad Yadav          | Trilochan Bhatta                 | 9      | 19 539       | 2 552 517                 | 2 711 270                 | 139                    | 0,478                  |      |
| Nepál       | Káthmándú     | Prezident Rám Čandra Poudel | Předseda vlády Pušpa Kamal Dahal | 77     | 147 181      | 26 494 504                | 29 192 480                | 198                    | 0,579                  |      |

Nepál je federativní republika, která se skládá ze 7 provincií. Každá provincie se skládá z 8 až 14 okresů. Okresy se zase skládají z místních jednotek známých jako městské a venkovské obce. Celkem existuje 753 místních jednotek, které zahrnují 6 metropolitních obcí, 11 submetropolitních obcí a 276 obcí, celkem 293 městských obcí a 460 venkovských obcí. Každá místní jednotka se skládá z obvodů. Celkem je 6 743 obvodů.
Místní samosprávy mají ve své místní působnosti výkonnou a zákonodárnou i omezenou soudní moc. Provincie mají jednokomorový parlamentní westminsterský systém vlády. Místní a provinční vlády vykonávají některé absolutní pravomoci a některé pravomoci sdílené s provinční nebo federální vládou. Okresní koordinační výbor, výbor složený ze všech volených představitelů místních samospráv v okrese, má velmi omezenou úlohu.

### Zákony a prosazování práva

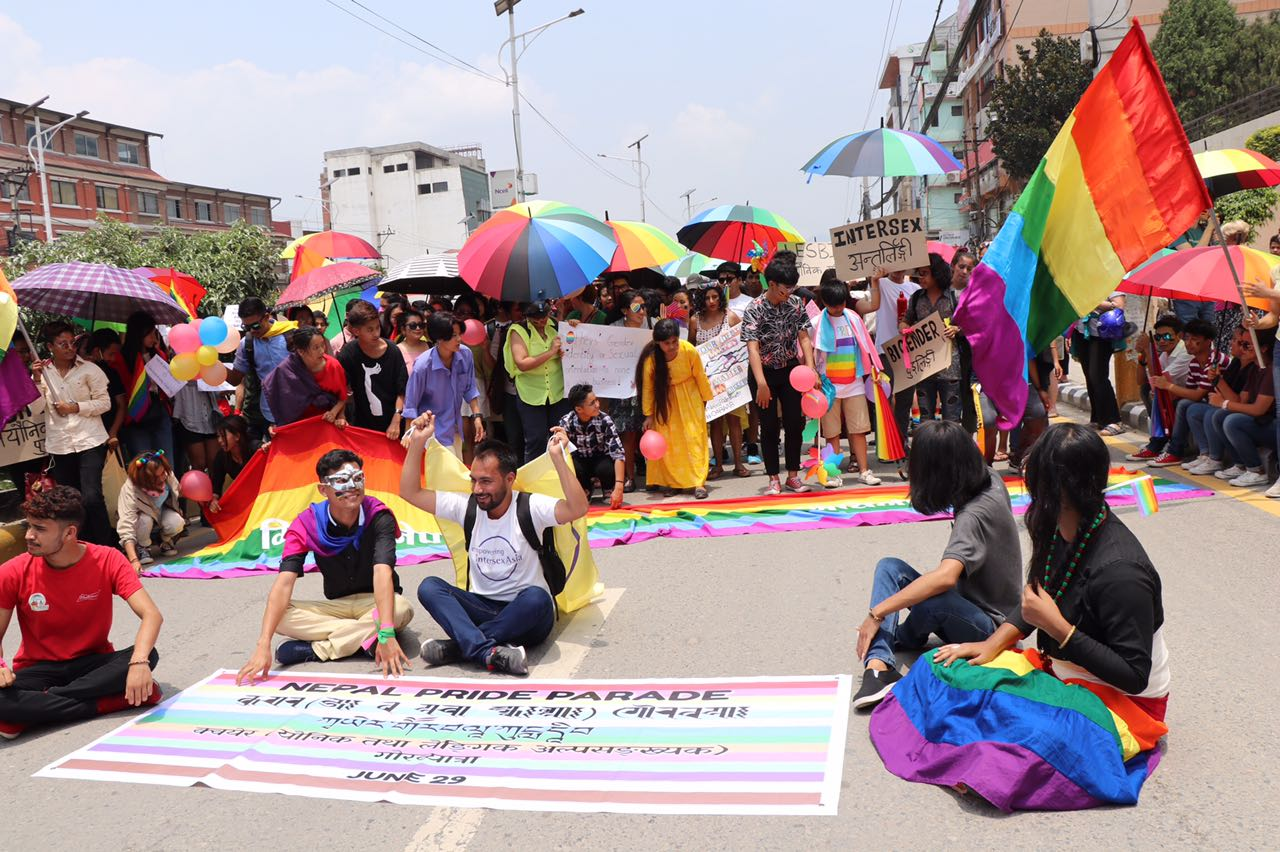
Nepál v posledních letech dosáhl pokroku, pokud jde o práva menšin

Nepálská ústava je nejvyšším zákonem země a jakékoli jiné zákony, které jsou s ní v rozporu, jsou automaticky neplatné v mezích rozporu. Konkrétní právní předpisy jsou kodifikovány jako občanský zákoník a trestní zákoník, které doplňuje občanský soudní řád, respektive trestní řád. Nejvyšší soud je nejvyšší autoritou při výkladu zákonů a může nařídit parlamentu, aby podle potřeby změnil nebo přijal nové zákony. Nepálské zákony jsou obecně považovány za pokrokovější ve srovnání s jinými rozvojovými zeměmi a v některých případech i s mnoha vyspělými zeměmi. Byl zrušen trest smrti. Nepál také dosáhl pokroku v oblasti práv LGBT a rovnosti pohlaví. Uznává znásilnění v manželství a podporuje právo na potrat. Kvůli nárůstu potratů volených podle pohlaví však byla zavedena omezení. Nepál je signatářem Ženevské úmluvy, úmluv/dohod o zákazu biologických, chemických a jaderných zbraní, základních úmluv Mezinárodní organizace práce, Smlouvy o nešíření jaderných zbraní a Pařížské dohody o klimatu. Některá právní ustanovení, která se řídí socioekonomickým, kulturním a náboženským cítěním, zůstávají diskriminační. Existuje diskriminace cizích státních příslušníků, kteří uzavřeli manželství s nepálskými občany, na základě pohlaví. Otcovský původ osoby je ceněn a vyžadován v právních dokumentech. Mnoho zákonů zůstává v praxi nevymahatelných.
Pracovníci dopravní policie ručně řídí dopravu i na nejvytíženějších silnicích a křižovatkách.

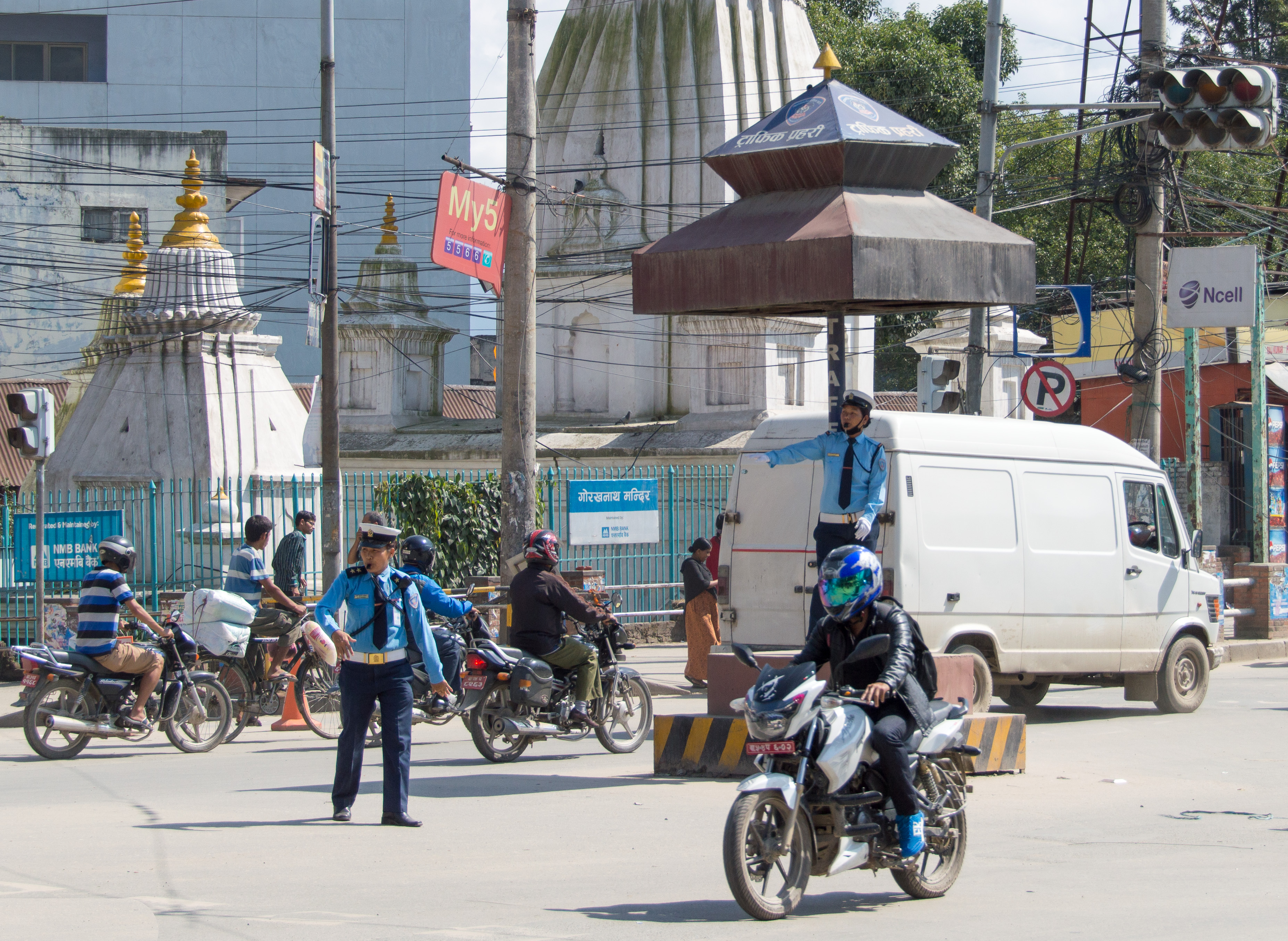
Pracovníci dopravní policie ručně řídí dopravu i na nejvytíženějších silnicích a křižovatkách

Nepálská policie je hlavním donucovacím orgánem. Je to nezávislá organizace pod vedením generálního inspektora, který je jmenován ministerstvem vnitra a jemuž podléhá. Kromě udržování veřejného pořádku je zodpovědná za řízení silničního provozu, které provádí nepálská dopravní policie. Nepálské ozbrojené policejní síly, samostatná polovojenská policejní organizace, spolupracují s nepálskou policií v běžných bezpečnostních záležitostech; jsou určeny pro zvládání davů, protipovstalecké a protiteroristické akce a další vnitřní záležitosti, kde může být nezbytné použití síly. Oddělení pro vyšetřování trestných činů nepálské policie se specializuje na vyšetřování trestných činů a forenzní analýzu. Komise pro vyšetřování zneužití pravomoci je nezávislý vyšetřovací orgán, který vyšetřuje a stíhá případy související s korupcí, úplatkářstvím a zneužitím pravomoci. Míra úmyslných vražd v Nepálu, která v roce 2016 činila 2,16 na 100 000 obyvatel, je mnohem nižší než průměr; policejní údaje naznačují, že v posledních letech se míra kriminality neustále zvyšuje. Nepál se v roce 2019 umístil na 76. místě ze 163 zemí v žebříčku Světového indexu míru.

### Zahraniční vztahy

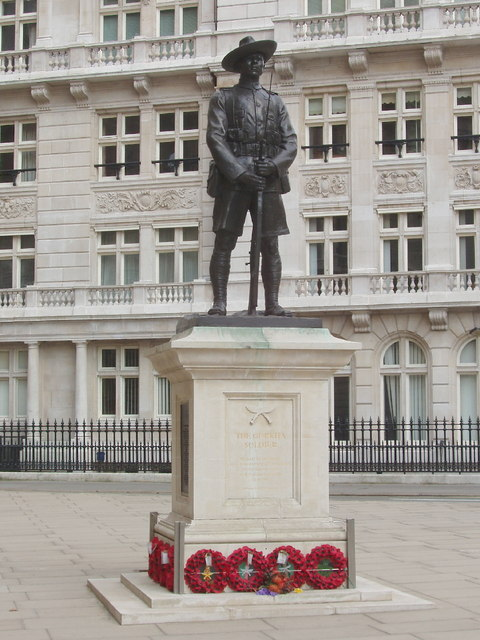
Památník Gurkhů v Londýně

Nepál je při obraně země závislý na diplomacii. Ve vztazích se svými sousedy zachovává politiku neutrality, s ostatními zeměmi v regionu má přátelské vztahy a v globálním měřítku se drží politiky nezařazování. Nepál je mimo jiné členem Jihoasijského sdružení pro regionální spolupráci, Organozace spojených národů (OSN), Světové obchodní organizace, BIMSTEC a ACD. Má dvoustranné diplomatické vztahy se 167 zeměmi a EU, má velvyslanectví ve 30 zemích a také šest konzulátů, zatímco 25 zemí má v Nepálu velvyslanectví a více než 80 dalších zemí má nerezidenční diplomatické mise. Nepál je jedním z hlavních přispěvatelů do mírových misí OSN, od roku 1958 poskytl více než 119 000 pracovníků do 42 misí. Nepálci mají pověst čestných, věrných a statečných lidí, díky čemuž již 200 let slouží jako legendární Gurkhové v indické a britské armádě, sloužili v obou světových válkách, indicko-pákistánské válce i v Afghánistánu a Iráku, ačkoli Nepál se žádného z těchto konfliktů přímo neúčastnil, a získali nejvyšší vojenská vyznamenání, včetně britského Viktoriina kříže a indického řádu Param Vir Chakra.

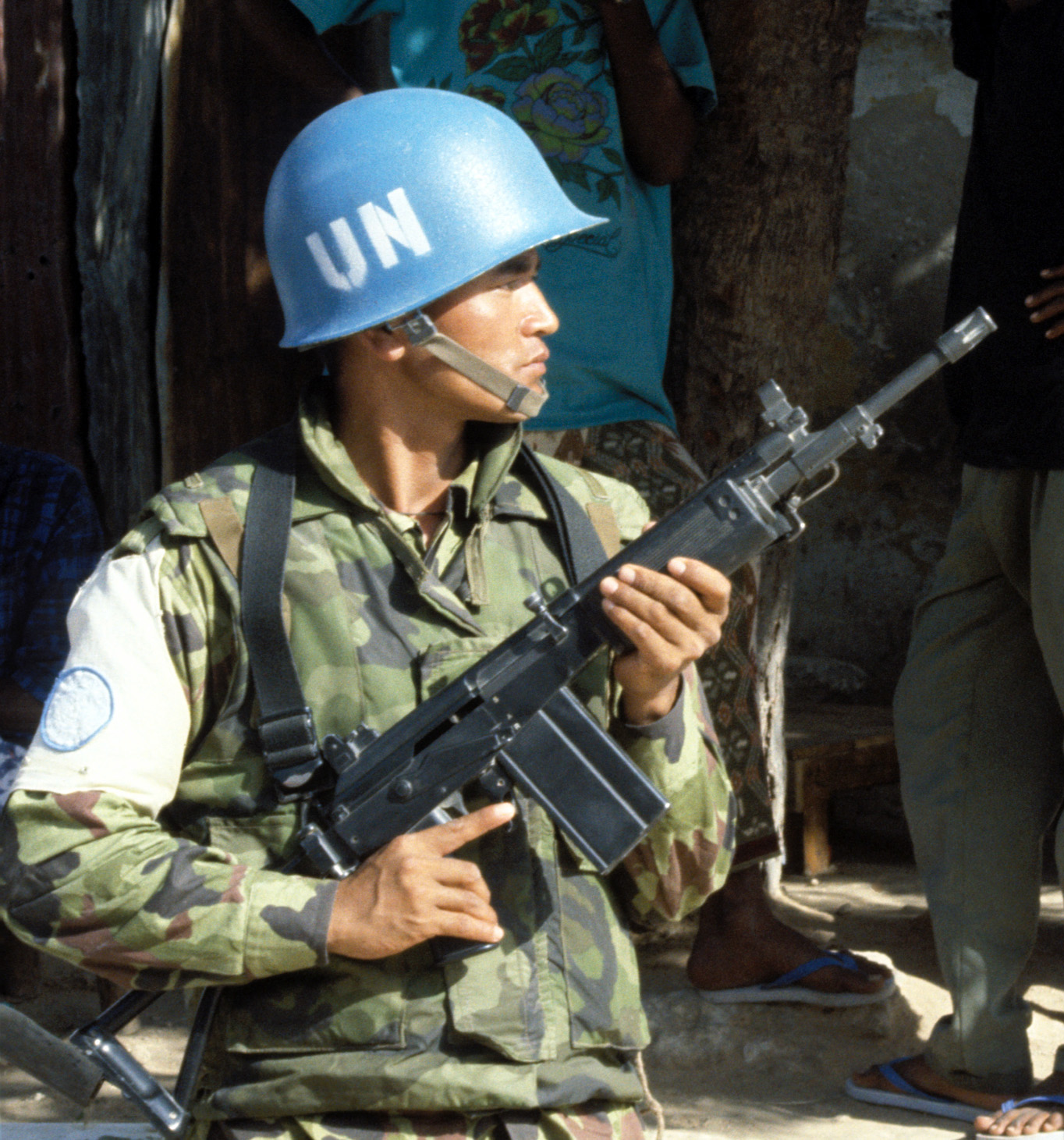
Nepál je jedním z hlavních přispěvatelů do mírových misí OSN

Nepál uplatňuje politiku „vyvážených vztahů“ se dvěma obrovskými bezprostředními sousedy, Indií a Čínou; smlouva o míru a přátelství s Indií z roku 1950 stanoví mnohem užší vztahy. Nepál a Indie mají otevřenou hranici s volným pohybem osob, náboženskými, kulturními a manželskými vazbami. Indie je největším obchodním partnerem Nepálu, na němž je závislý v dodávkách veškeré ropy a plynu a řady základního zboží. Nepálci mohou v Indii vlastnit majetek, zatímco Indové mohou v Nepálu volně žít a pracovat. Vztahy mezi Indií a Nepálem, ačkoli jsou velmi blízké, se potýkají s problémy pramenícími z územních sporů, ekonomiky a problémů, které jsou vlastní vztahům mezi velkou a malou mocností. Nepál navázal diplomatické vztahy s Čínskou lidovou republikou 1. srpna 1955 a v roce 1960 podepsal smlouvu o míru a přátelství; od té doby jsou vztahy založeny na pěti zásadách mírového soužití (panča šíla). Nepál zachovává neutralitu v konfliktech mezi Čínou a Indií. Nadále se pevně drží politiky jedné Číny a je známo, že omezuje protičínské aktivity tibetských uprchlíků v Nepálu. Občané obou zemí mohou překračovat hranice a cestovat až do vzdálenosti 30 km bez víz. Čína je v Nepálu vnímána příznivě díky absenci jakýchkoli hraničních sporů nebo vážného zasahování do vnitřní politiky spolu s její pomocí při rozvoji infrastruktury a pomocí při mimořádných událostech; přízeň vzrostla poté, co Čína pomohla Nepálu během hospodářské blokády uvalené Indií v roce 2015. Následně Čína poskytla Nepálu přístup do svých přístavů pro obchod se třetími zeměmi a Nepál se připojil k čínské iniciativě Nová Hedvábná stezka.
Nepál klade důraz na větší spolupráci v jižní Asii a aktivně se zasazoval o založení Jihoasijského sdružení pro regionální spolupráci, jehož stálý sekretariát sídlí v Káthmándú. Nepál byl jednou z prvních zemí, které uznaly nezávislý Bangladéš, a obě země se snaží posílit spolupráci v oblasti obchodu a vodního hospodářství; námořní přístavy v Bangladéši, které jsou blíže, jsou považovány za životaschopnou alternativu k monopolu Indie na nepálský obchod s třetími zeměmi. Nepál byl první jihoasijskou zemí, která navázala diplomatické vztahy s Izraelem, a obě země mají silné vztahy; uznává práva Palestinců, hlasoval pro jejich uznání v OSN a proti uznání Jeruzaléma za hlavní město Izraele. Mezi země, s nimiž Nepál udržuje úzké vztahy, patří nejštědřejší dárci a rozvojoví partneři – mimo jiné Spojené státy americké, Velká Británie, Dánsko, Japonsko a Norsko.

### Vojenské a zpravodajské služby

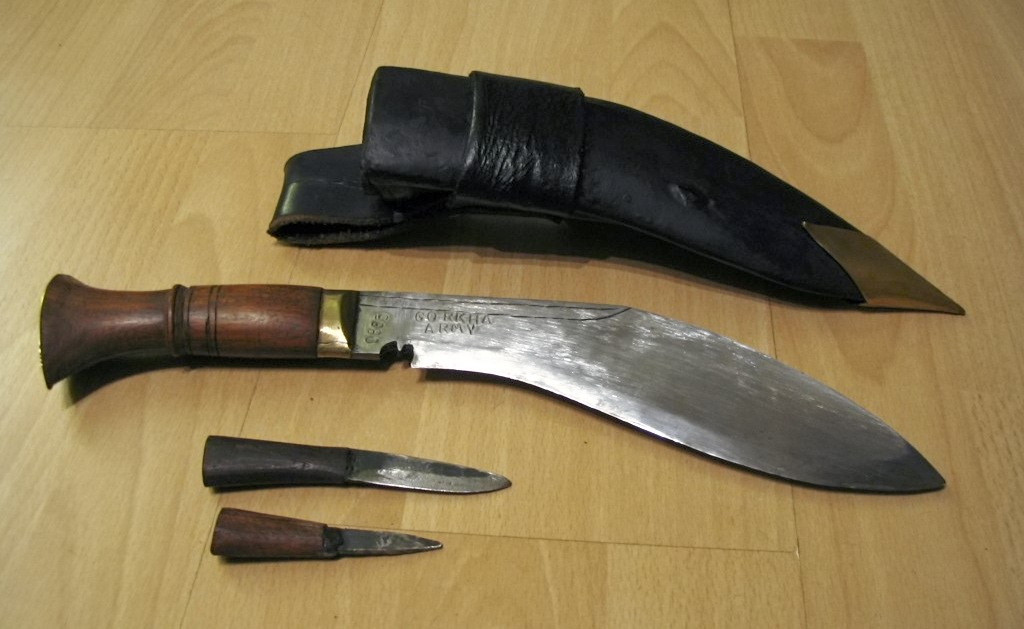
Víceúčelový nůž kukri (nahoře) je charakteristickou zbraní nepálských ozbrojených sil a používají ho Gurkhové, nepálská armáda, policie a dokonce i bezpečnostní stráže

Nejvyšším velitelem nepálské armády je prezident; její rutinní řízení zajišťuje ministerstvo obrany. Vojenské výdaje za rok 2018 činily v přepočtu 398,5 milionu dolarů, což je přibližně 1,4 % hrubého domácího produktu (HDP). Nepálská armáda, která je téměř pouze pozemní pěchota, čítá necelých sto tisíc vojáků; nábor je dobrovolný. Disponuje několika letadly, především vrtulníky, které slouží především k přepravě, hlídkování a pátrání a záchraně. Ředitelství vojenské rozvědky pod nepálskou armádou slouží jako vojenská zpravodajská agentura; Národní vyšetřovací oddělení, které má za úkol shromažďovat národní a mezinárodní zpravodajské informace, je nezávislé. Nepálská armáda je využívána především k rutinní ostraze kritických objektů, protipytláckému hlídkování v národních parcích, protipovstaleckému boji a pátrání a záchraně při přírodních katastrofách; provádí také velké stavební projekty. Neexistuje žádná diskriminační politika náboru do armády, ale převažují v ní muži z elitních kast válečníků Pahari.

## Ekonomika

Poměrné zastoupení nepálského vývozu, 2019

Nepál je rozvojovou zemí, která se v nominálním HDP na obyvatele řadí na 165. místo na světě a v HDP na obyvatele v paritě kupní síly na 162. místo.  Hrubý domácí produkt (HDP) Nepálu za rok 2019 činil 34,186 miliardy USD. S roční mírou růstu vypočtenou na 6,6 % v roce 2019 a očekávanou mírou růstu 2,89 % v roce 2021 je Nepál jednou z nejrychleji rostoucích ekonomik na světě. Nepál je od dubna 2004 členem Světové obchodní organizace.
Nepálská pracovní síla s 16,8 milionu pracovníků je 37. největší na světě. Primární sektor tvoří 28 % HDP, sekundární sektor 15 % a terciární sektor 58 %. Nepálské devizové remitence ve výši 8,1 miliardy USD v roce 2018, 19. největší na světě a tvořící 28 % HDP, přispěly do jeho ekonomiky miliony pracovníků především v Indii, na Středním východě a ve východní Asii, téměř všichni z nich jsou nekvalifikovaní dělníci. Mezi hlavní zemědělské produkty patří obiloviny (ječmen, kukuřice, proso, rýže a pšenice), olejniny, brambory, luštěniny, cukrová třtina, juta, tabák, mléko a maso buvolů domácích. Mezi hlavní průmyslová odvětví patří cestovní ruch, výroba koberců, textilu, cigaret, cementu, cihel a také malé mlýny na rýži, jutu, cukr a olejniny. Mezinárodní obchod Nepálu se výrazně rozšířil v roce 1951 se zavedením demokracie; liberalizace začala v roce 1985 a nabrala na obrátkách po roce 1990. Ve fiskálním roce 2016/17 činil zahraniční obchod Nepálu 1,06 bilionu rupií, což představuje třiadvacetinásobný nárůst oproti 45,6 miliardám rupií v roce 1990/91. Více než 60 % nepálského obchodu tvoří obchod s Indií. K hlavním vývozním artiklům patří konfekce, koberce, luštěniny, řemeslné výrobky, kůže, léčivé byliny a výrobky z papíru, které tvoří 90 % celkového vývozu. Mezi hlavní dovozní položky patří různé hotové výrobky a polotovary, suroviny, stroje a zařízení, chemická hnojiva, elektrická a elektronická zařízení, ropné produkty, zlato a konfekce. Inflation was at 4.5% in 2019. Inflace v roce 2019 činila 4,5 %. 193 Devizové rezervy v červenci 2019 činily 9,5 miliardy USD, což odpovídá 7,8 měsíčnímu dovozu.

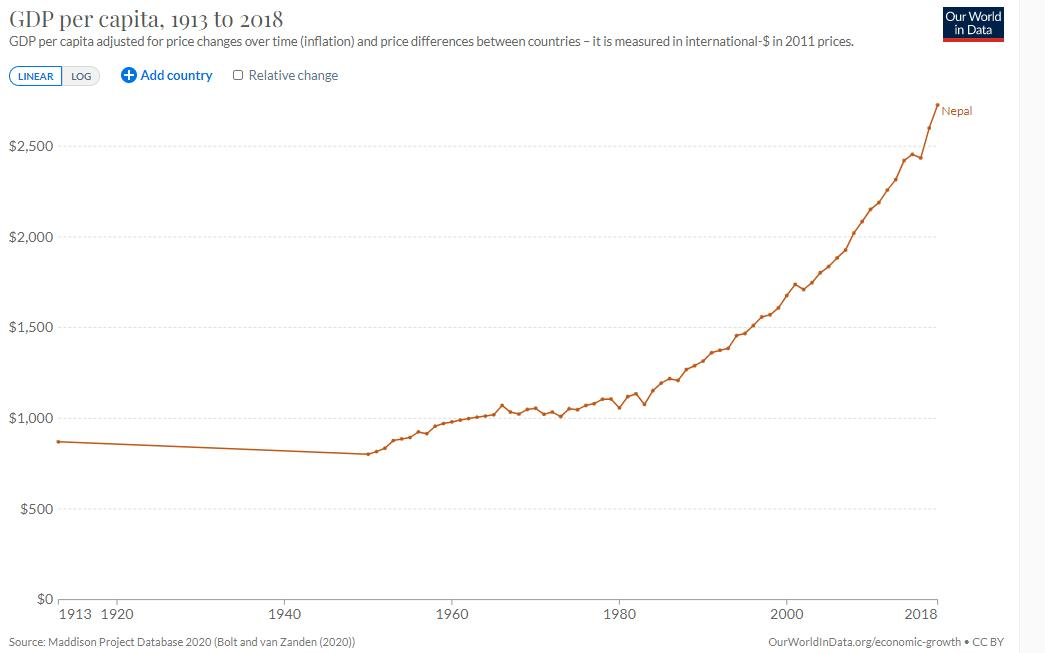
Vývoj reálného HDP na obyvatele Nepálu

Nepál dosáhl významného pokroku ve snižování chudoby, díky čemuž se počet obyvatel žijících pod mezinárodní hranicí chudoby (1,90 USD na osobu a den) snížil z 15 % v roce 2010 na pouhých 9,3 % v roce 2018, ačkoli zranitelnost zůstává extrémně vysoká, neboť téměř 32 % obyvatel žije z částky mezi 1,90 a 3,20 USD na osobu a den. Nepál dosáhl zlepšení v odvětvích, jako je výživa, dětská úmrtnost, přístup k elektřině, kvalitnější podlahy a majetek. Při současném trendu se očekává, že Nepál vymýtí chudobu do 20 let. Zvláště zranitelný je zemědělský sektor, který je vysoce závislý na monzunových deštích, přičemž od roku 2014 je zavlažováno pouze 28 % orné půdy. Zemědělství zaměstnává 76 % pracovní síly, služby 18 % a zpracovatelský a řemeslný průmysl 6 %. K hospodářskému růstu přispívají především soukromé investice, spotřeba, cestovní ruch a zemědělství.
Vládní rozpočet činí v přepočtu přibližně 13,71 miliardy dolarů (fiskální rok 2019/20); výdaje rozpočtu na rozvoj infrastruktury, z nichž většina pochází ze zahraniční pomoci, se obvykle nedaří naplnit. Země dostává zahraniční pomoc od Spojeného království, Indie, Japonska, USA, EU, Číny, Švýcarska a skandinávských zemí. Nepálská rupie je již mnoho let vázána na indickou rupii kurzem 1,6. Příjem na hlavu činí 1 004 amerických dolarů. Rozdělení bohatství Nepálců odpovídá rozdělení bohatství v mnoha vyspělých i rozvojových zemích: 10 % domácností s nejvyšším příjmem kontroluje 39,1 % národního bohatství a 10 % domácností s nejnižším příjmem kontroluje pouze 2,6 %. Hlavními exportními partnery jsou Evropská unie (EU) (46,13 %), Spojené státy americké (17,4 %) a Německo (7,1 %), které nakupují především nepálské oděvní konfekce. Mezi dovozní partnery Nepálu patří Indie (47,5 %), Spojené arabské emiráty (11,2 %), Čína (10,7 %), Saúdská Arábie (4,9 %) a Singapur (4 %).
Kromě toho, že země má vnitrozemskou, členitou geografii, málo hmatatelných přírodních zdrojů a špatnou infrastrukturu, brzdí její hospodářský růst a rozvoj také neefektivní vláda po roce 1950 a dlouhotrvající občanská válka. Dluhové otroctví, které se týká i dětí dlužníků, je v západních kopcích a oblasti Teraj přetrvávajícím sociálním problémem, přičemž podle odhadů The Global Slavery Index z roku 2016 bylo za zotročené považováno 234 600 osob, tj. 0,82 % obyvatelstva.
V roce 2022 Nepál omezil dovoz nepotřebného zboží poté, co klesly jeho devizové rezervy. Pandemie covidu-19 způsobila pokles výdajů na cestovní ruch a peněz posílaných domů Nepálci pracujícími v zahraničí, což následně snížilo devizové rezervy země.

### Cestovní ruch

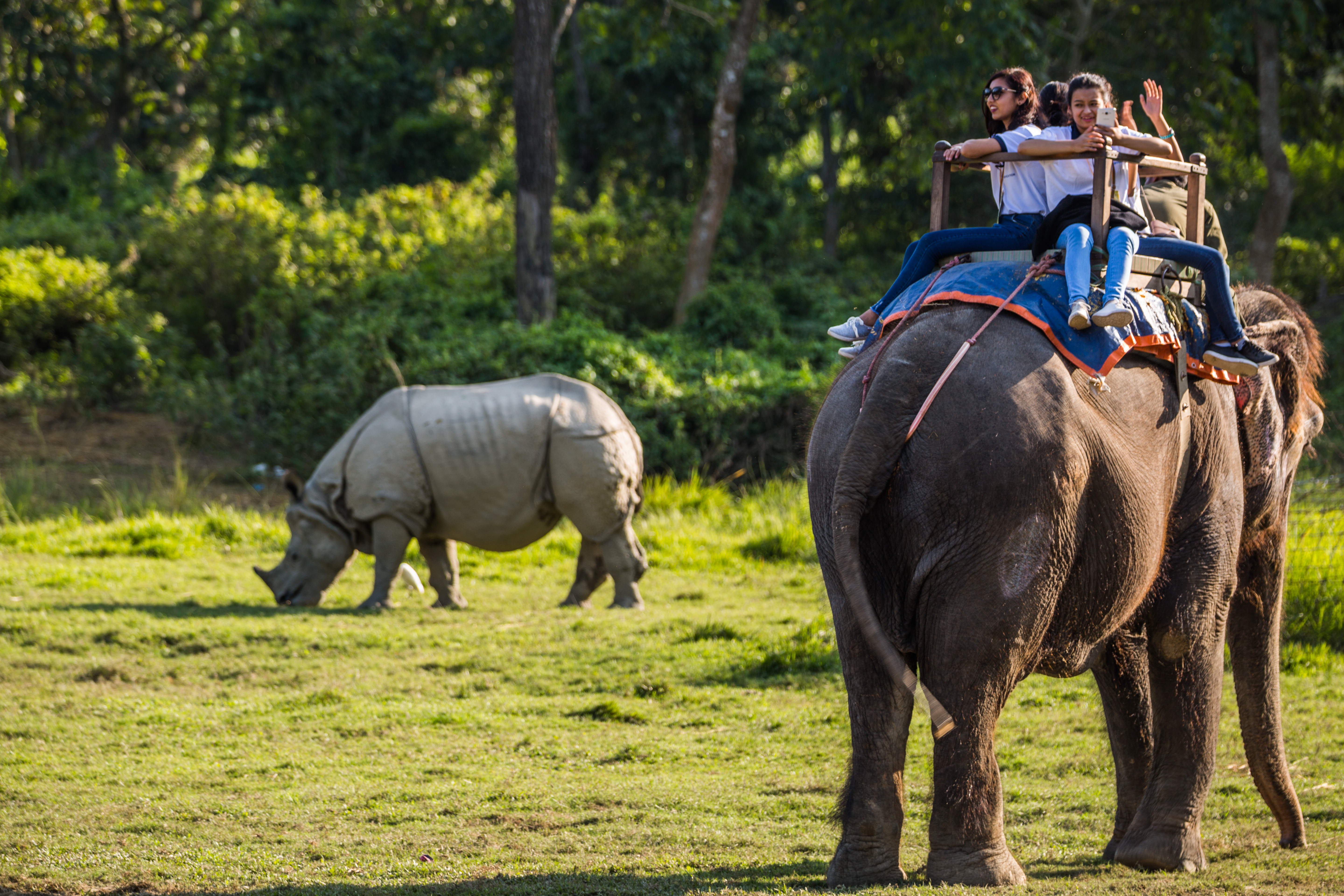
Turisté si prohlížejí nosorožce jednorohého ze slona v národním parku Čitvan

Cestovní ruch je jedním z největších a nejrychleji rostoucích odvětví v Nepálu, zaměstnává více než milion lidí a podílí se z 8 % na celkovém HDP. Počet zahraničních návštěvníků v roce 2018 poprvé překročil hranici jednoho milionu (nepočítaje indické turisty přijíždějící po zemi). Podíl nepálských návštěvníků na návštěvnosti jižní Asie činí přibližně 6 % a v průměru utrácejí mnohem méně, přičemž Nepál se na výdělku podílí 1,7 % Mezi nejvýznamnější turistické cíle patří Pókhara, trekový okruh Annapurna a čtyři památky světového dědictví UNESCO – Lumbiní, národní park Sagarmatha (kde se nachází Mount Everest), sedm míst v údolí Káthmándú, která jsou souhrnně zapsána na Seznamu světového dědictví UNESCO, a národní park Čitvan. Většina nepálských horolezců vydělává na Mount Everestu, který je z nepálské strany lépe dostupný.
Nepál, oficiálně otevřený pro západní turisty v roce 1951, se stal oblíbenou destinací na konci tzv. pozemní cesty do Indie, v 60. a 70. letech 20. století. Odvětví, narušené občanskou válkou v 90. letech 20. století, se od té doby zotavilo, ale čelí výzvám růstu kvůli nedostatku vhodných zařízení pro špičkový cestovní ruch označovaných jako „úzké hrdlo infrastruktury“, vlajkovému dopravci v troskách a hrstce řádně rozvinutých a prodávaných destinací. Určitý úspěch zaznamenala domácí turistika, při níž kulturní a ekologičtí turisté pobývají jako platící hosté v domech domorodých obyvatel.
V dubnu 2023 vydaly nepálské autority kontroverzní nařízení, podle něhož by mělo být nově potřeba si na většinu oblíbených treků povinně najímat průvodce. Důvodem měla být mimo jiné větší bezpečnost a zvýšení příjmů z turistického ruchu. Toto nařízení nicméně dle dostupných zdrojů nebylo v průběhu následujícího roku vynucováno.

### Zaměstnávání cizinců
Zatímco dospělí jsou v zahraničí zaměstnáváni v podmínkách podobných otroctví, statisíce dětí v zemi jsou zaměstnávány jako dětská pracovní síla (nepočítaje zemědělský sektor).

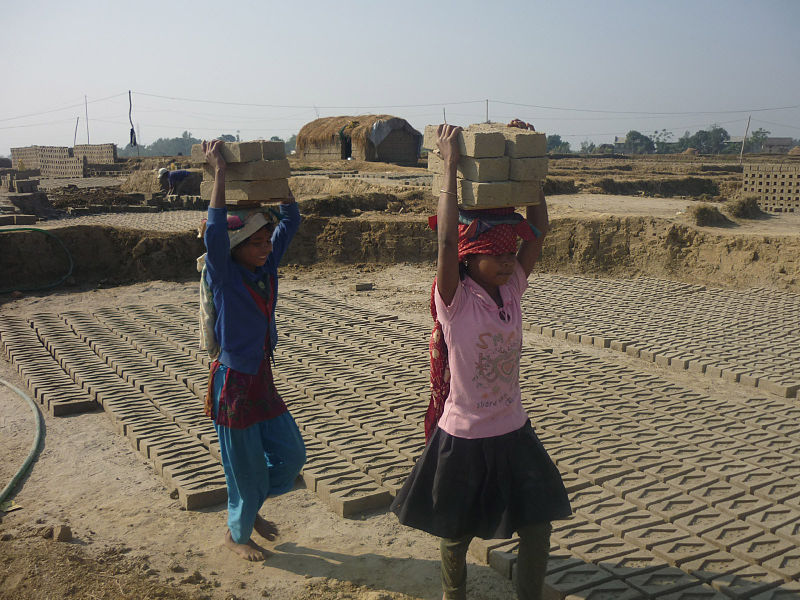
Zatímco dospělí jsou v zahraničí zaměstnáváni v podmínkách podobných otroctví, statisíce dětí v zemi jsou zaměstnávány jako dětská pracovní síla (nepočítaje zemědělský sektor)

Míra nezaměstnanosti a podzaměstnanosti přesahuje polovinu práceschopného obyvatelstva, což nutí miliony lidí hledat práci v zahraničí, především v Indii, Perském zálivu a východní Asii. Tito pracovníci, většinou nekvalifikovaní, nevzdělaní a zadlužení u lichvářů, jsou podváděni personálními společnostmi a posíláni k vykořisťovatelským zaměstnavatelům nebo do zemí zmítaných válkou na základě podvodných smluv. Jsou jim zabavovány pasy, které jim budou vráceny, až jim zaměstnavatel poskytne dovolenou nebo ukončí smlouvu. Většina z nich nedostává minimální mzdu a mnozí jsou nuceni se vzdát celé mzdy nebo její části. Mnoho Nepálců pracuje v extrémně nebezpečných podmínkách; každý den zemřou v průměru dva pracovníci. Kvůli omezením, která jsou kladena na ženy, je mnoho z nich závislých na obchodnících s lidmi, aby se dostaly ze země, a končí jako oběti násilí a zneužívání. Předpokládá se, že mnoho Nepálců pracuje v podmínkách podobných otroctví a Nepál vynakládá miliardy rupií na záchranu uvízlých dělníků, na odměny zadluženým rodinám mrtvých a na soudní výlohy pro ty, kteří byli zatčeni v cizích zemích. Ačkoli se miliony lidí vymanily z chudoby, kvůli nedostatku podnikatelských schopností se remitence z velké části utrácejí za nemovitosti a spotřebu.

## Infrastruktura

### Energie

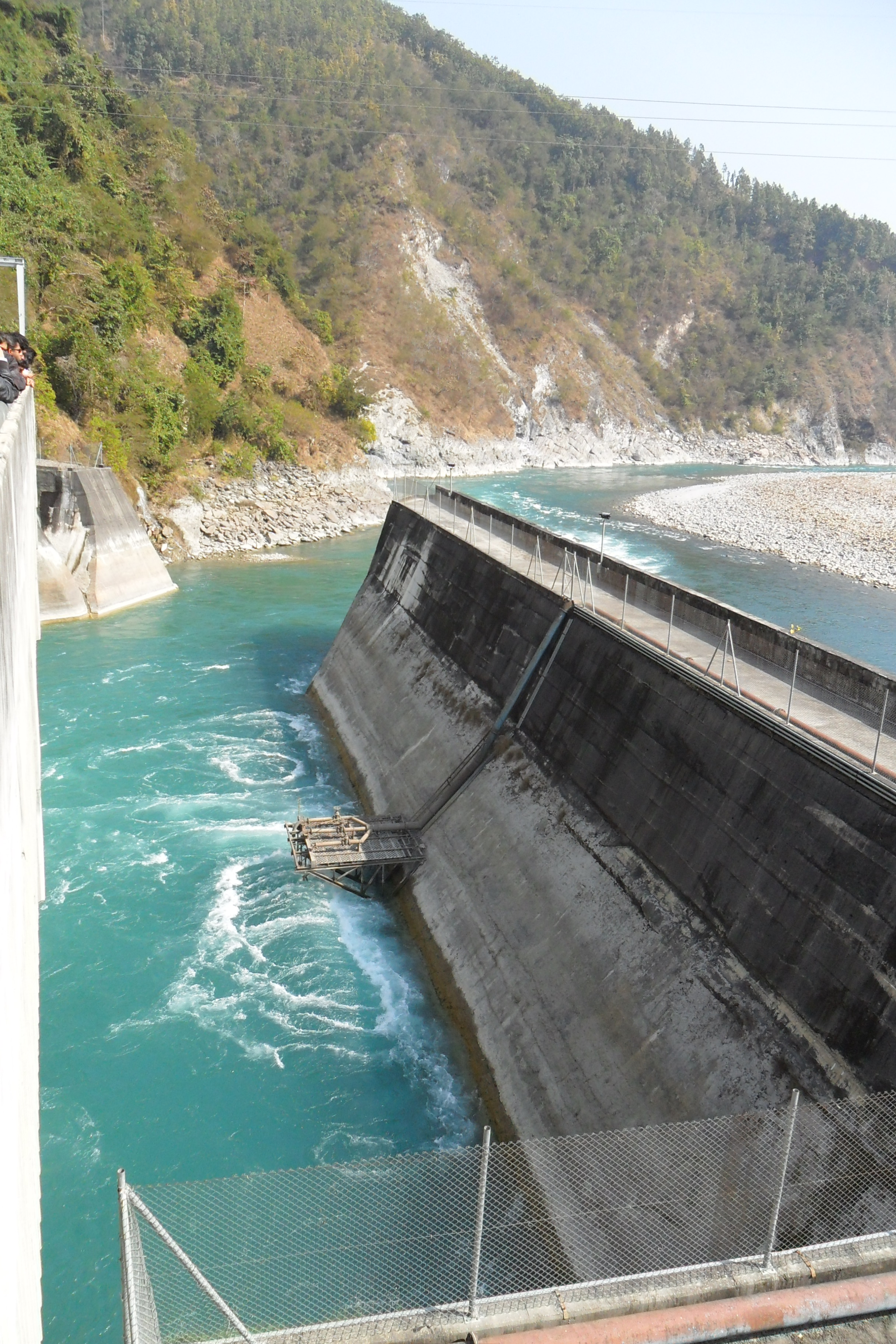
Střední Marsyangdi vodní elektrárna. Nepál má významný potenciál pro výrobu vodní energie, kterou plánuje vyvážet do celé jižní Asie

Většina energie v Nepálu pochází z biomasy (80 %) a dovážených fosilních paliv (16 %). Většina konečné spotřeby energie připadá na sektor bydlení (84 %), následuje doprava (7 %) a průmysl (6 %); sektor dopravy a průmyslu se v posledních letech rychle rozvíjí. S výjimkou některých ložisek hnědého uhlí nemá Nepál žádná známá ložiska ropy, zemního plynu nebo uhlí. Veškerá komerční fosilní paliva (především ropa, zkapalněný zemní plyn a uhlí) se dovážejí, na což se vynakládá 129 % celkových příjmů země z vývozu. Pouze asi 1 % energetické potřeby je uspokojováno elektřinou. Trvalý charakter nepálských řek a strmý sklon topografie země poskytují ideální podmínky pro rozvoj hydroelektrických projektů. Podle odhadů činí ekonomicky využitelný potenciál vodní energie v Nepálu přibližně 42 000 MW, Nepál však doposud dokázal využít pouze asi 1 100 MW. Vzhledem k tomu, že většina z něj je vyráběna v elektrárnách na tekoucí vodě (run-of-river - ROR), je skutečný vyrobený výkon mnohem nižší v suchých zimních měsících, kdy může špičková poptávka dosáhnout až 1 200 MW, a Nepál musí k uspokojení poptávky dovážet až 650 MW z Indie. Velké hydroenergetické projekty trpí zpožděním a neúspěchy. Míra elektrifikace Nepálu (76 %) je srovnatelná s ostatními zeměmi v regionu, ale existují značné rozdíly mezi venkovskými (72 %) a městskými (97 %) oblastmi. Postavení energetického sektoru zůstává neuspokojivé kvůli vysokým tarifům, vysokým systémovým ztrátám, vysokým výrobním nákladům, vysokým režijním nákladům, nadměrnému počtu zaměstnanců a nižší domácí poptávce.

### Doprava
Nepál zůstává izolován od hlavních světových pozemních, leteckých a námořních dopravních tras, ačkoli uvnitř země je letecká doprava v lepším stavu, má 47 letišť, z toho 11 se zpevněnými dráhami; lety jsou časté a zajišťují rozsáhlý provoz. Kopcovitý a hornatý terén v severních dvou třetinách země ztěžuje a prodražuje výstavbu silnic a další infrastruktury. K roku 2016 bylo na jihu země něco přes 11 890 km zpevněných silnic, 16 100 km nezpevněných cest a jen 59 km železničních tratí, k roku 2018 byla všechna okresní sídla (kromě Simikotu) napojena na silniční síť. Většina venkovských silnic je v období dešťů neprovozuschopná, pravidelně jsou nefunkční i státní silnice. Nepál je při výstavbě, údržbě a rozšiřování silniční sítě téměř výhradně závislý na pomoci zemí, jako je Čína, Indie a Japonsko. Jediným praktickým námořním přístavem pro zboží směřující do Káthmándú je Kalkata v Indii. Národní letecký dopravce Nepal Airlines je ve špatném stavu kvůli špatnému řízení a korupci a EU ho zařadila na černou listinu. Vnitrostátně je kvůli špatnému stavu silniční sítě obtížný přístup k obchodům, školám a zdravotním klinikám.

### Komunikace
Podle zprávy Nepálského telekomunikačního úřadu MIS ze srpna 2019 činila míra předplatného hlasové telefonie 3 % celkové populace u pevných telefonů a 139 % u mobilních telefonů; 98 % veškerého hlasového telefonování probíhalo prostřednictvím mobilních telefonů. Podobně, zatímco odhadem 15 % mělo přístup k pevnému vysokorychlostnímu připojení, dalších 53 % přistupovalo k internetu prostřednictvím předplacených mobilních datových služeb; téměř 15 milionů z nich s 3G nebo lepším připojením. Trh s mobilní hlasovou telefonií a širokopásmovým připojením ovládaly dvě telekomunikační společnosti, státní Nepal Telecom (55 %) a soukromá nadnárodní společnost Ncell (40 %). Z 21% podílu na trhu s pevným širokopásmovým připojením si přibližně 25 % opět rozdělil Nepal Telecom, zbytek připadl soukromým poskytovatelům internetových služeb. Přestože existuje velký rozdíl v míře rozšíření mezi venkovskými a městskými oblastmi, mobilní služby dosáhly 75 okresů země pokrývajících 90 % rozlohy a očekávalo se, že do roku 2020 bude širokopásmový přístup dostupný 90 % obyvatelstva.

### Média
Od roku 2019 provozuje stát tři televizní stanice a celostátní a regionální rozhlasové stanice. Licenci k provozu má 117 soukromých televizních kanálů a 736 rozhlasových stanic v pásmu FM, z toho nejméně 314 komunitních rozhlasových stanic. Podle sčítání lidu z roku 2011 činil podíl domácností vlastnících rozhlas 51 %, televizi 36 %, kabelovou televizi 19 % a počítač 7 %. Podle klasifikace Tiskové rady Nepálu bylo v roce 2017 z 833 publikací produkujících původní obsah deset celostátních deníků a týdeníků hodnoceno třídou A+. V roce 2019 zařadila organizace Reportéři bez hranic Nepál na 106. místo na světě z hlediska svobody tisku.

## Demografie
Občané Nepálu jsou známí jako Nepálci. Nepálci jsou potomci tří hlavních migračních proudů z Indie, Tibetu a severní Barmy a čínské provincie Jün-nan přes Ásám. Mezi nejstarší obyvatele patřili Kiratové z východní oblasti, Névárci z údolí Káthmándú, domorodí Tharové z planin Teraj a Khas Pahariové z odlehlého západu. Navzdory migraci značné části obyvatelstva do Teraj v posledních letech žije většina Nepálců stále v centrální vysočině, zatímco severní hory jsou řídce osídlené.
Nepál je multikulturní a multietnická země, kde žije 125 různých etnických skupin, které hovoří 123 různými mateřskými jazyky a vyznávají kromě hinduismu, buddhismu, islámu a křesťanství také řadu domorodých a lidových náboženství. Podle sčítání lidu z roku 2011 žilo v Nepálu 26,5 milionu obyvatel, což je téměř trojnásobný nárůst oproti devíti milionům v roce 1950. Od roku 2001 do roku 2011 se průměrná velikost rodiny snížila z 5,44 na 4,9 členů. Sčítání také zaznamenalo přibližně 1,9 milionu nepřítomných osob, což je o více než milion více než v roce 2001; většinu z nich tvoří muži pracující v zahraničí. To souvisí s poklesem poměru pohlaví na 94,2 z 99,8 v roce 2001. Roční míra růstu populace v letech 2001 až 2011 činila 1,35 %, zatímco v letech 1961 až 2001 to bylo v průměru 2,25 %; což se rovněž přičítá absentérům.
Nepál patří mezi deset nejméně urbanizovaných a deset nejrychleji urbanizovaných zemí světa. V roce 2014 žilo ve městech odhadem 18,3 % obyvatel. Míra urbanizace je vysoká v Teraji, doonských údolích vnitřního Teraje a údolích středohor, ale nízká ve vysokém Himálaji. Stejně tak je míra urbanizace vyšší ve středním a východním Nepálu ve srovnání s oblastí dále na západě. Hlavní město Káthmándú, přezdívané „město chrámů“, je největším městem v zemi a kulturním a jejím ekonomickým srdcem. Mezi další velká města v Nepálu patří Pókhara, Birátnagar, Lalitpur (Pátan), Bharatpur, Birgunj, Dharan, Hetauda a Nepalgunj. Mezi hlavní problémy rychle rostoucích měst, především údolí Káthmándú, patří dopravní zácpy, znečištění a nedostatek pitné vody.

### Jazyk
Rozmanité jazykové dědictví Nepálu pochází ze tří hlavních jazykových skupin: Nepál je tvořen třemi jazykovými skupinami: indoárijskou, tibetobarmskou a různými domorodými jazykovými izoláty. Hlavními nepálskými jazyky (procento, kterým se mluví jako mateřským jazykem) jsou podle sčítání lidu z roku 2011 nepálština (44,6 %), maithilština (11,7 %), bhódžpurština (6,0 %), tharuština (5,8 %), tamangština (5,1 %), nepálská bhása (3,2 %), bádžijština (3 %) a magarština (3,0 %), dotelština (3,0 %), urdština (2,6 %), awadhi (1,89 %) a sunwarština. Nepál je domovem nejméně čtyř domorodých znakových jazyků.
Nepálština je potomkem sanskrtu a píše se písmem dévanágarí. Je úředním jazykem a slouží jako lingua franca mezi Nepálci různých etnolingvistických skupin. V jižní oblasti Teraj se mluví regionálními jazyky maithili, awadhi a bhojpuri; urdština je běžná mezi nepálskými muslimy. Variantami tibetštiny se mluví v oblasti vyššího Himálaje a severně od ní, kde se standardní spisovnou tibetštinou dorozumívají lidé s náboženským vzděláním. Místní dialekty v Teraj a v horách jsou většinou nepsané, přičemž probíhají snahy o vytvoření systémů pro zápis mnoha z nich v dévanágarí nebo v římské abecedě.

### Náboženství

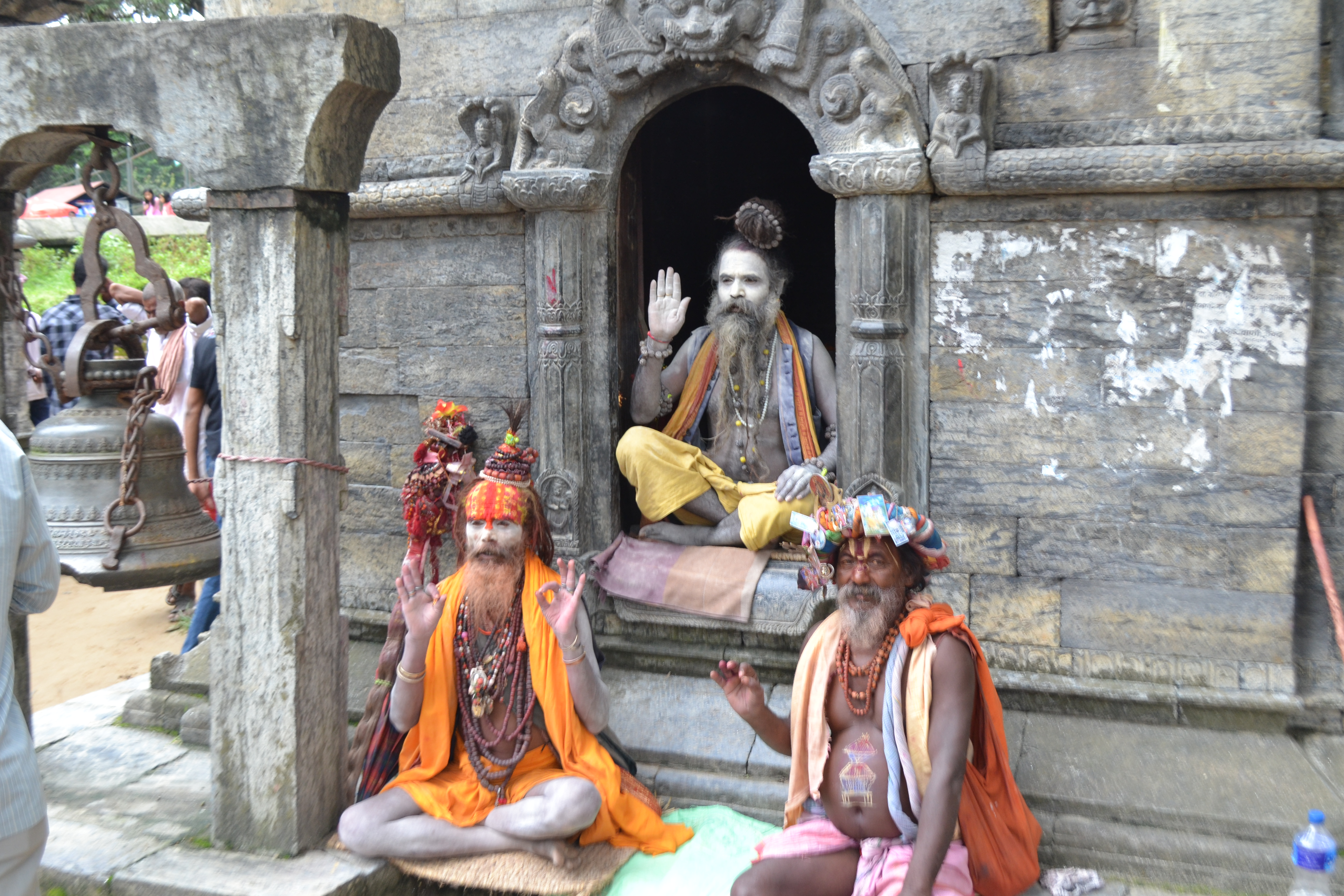
Sádhuové v chrámu Pašupatináth

Nepál je sekulární zemí, jak deklaruje nepálská ústava z roku 2012 (část 1, článek 4), kde sekularismus „znamená náboženskou, kulturní svobodu spolu s ochranou náboženství, kultury předávané od nepaměti (सनातन).“ Podle sčítání lidu z roku 2011 je náboženstvím s největším počtem stoupenců v Nepálu hinduismus (81,3 % obyvatel), následuje buddhismus (9 %); zbývajícími náboženstvími jsou islám (4,4 %), kirant (3,1 %), křesťanství (1,4 %) a prákriti neboli uctívání přírody (0,5 %). Podle procenta obyvatelstva má Nepál největší počet hinduistů na světě. Nepál byl donedávna oficiálně hinduistickým královstvím a Šiva byl považován za strážní božstvo země. Ačkoli mnoho vládních politik v průběhu historie přehlíželo nebo marginalizovalo menšinová náboženství, nepálská společnost se obecně těší náboženské toleranci a harmonii mezi všemi náboženstvími, přičemž došlo pouze k ojedinělým případům nábožensky motivovaného násilí. Nepálská ústava nedává nikomu právo obracet kohokoli na jiné náboženství. Nepál také v roce 2017 přijal přísnější zákon proti těmto konverzím. Nepál má po Indii druhý největší počet hinduistů na světě.

### Vzdělávání
Nepál vstoupil do moderního světa v roce 1951 s 5% gramotností a přibližně 10 000 studenty zapsanými do 300 škol, v roce 2017 bylo zapsáno více než sedm milionů studentů v asi 36 000 školách, celková míra gramotnosti (pro populaci ve věku 5 let a více) se zvýšila z 54 na 66 % v roce 2011. Čistá míra zápisu na základní školy dosáhla do roku 2017 97 %, avšak na středoškolské úrovni (9.-12. třída) byla míra zápisu nižší než 60 % a na terciární úrovni přibližně 12 %. Ačkoli v celkové míře gramotnosti existují značné rozdíly mezi pohlavími, dívky předstihly chlapce v počtu zapsaných na všechny úrovně vzdělávání. Nepál má jedenáct univerzit a čtyři nezávislé akademie věd. Nepál se v roce 2021 umístil na 111. místě globálního inovačního indexu, přičemž v roce 2019 byl na 109. místě.
Překážkou pokroku je nedostatek řádné infrastruktury a výukových materiálů a vysoký poměr počtu studentů k počtu učitelů, jakož i politizace školských řídících výborů a stranická odborová organizovanost studentů i učitelů. Bezplatné základní vzdělání je zaručeno ústavou, ale pro efektivní realizaci programu chybí finanční prostředky. Vláda má stipendijní programy pro dívky a zdravotně postižené studenty, stejně jako pro děti mučedníků, marginalizovaných komunit a chudých. Desetitisíce nepálských studentů každoročně opouštějí zemi za lepším vzděláním a prací, přičemž polovina z nich se již nikdy nevrátí.

### Zdravotnictví

Historický vývoj průměrné délky života v Nepálu

Zdravotní služby v Nepálu poskytuje jak veřejný, tak soukromý sektor. Střední délka života při narození se v roce 2017 odhadovala na 71 let, což je 153. nejvyšší hodnota na světě, oproti 54 letům v 90. letech 20. století a 35 letům v roce 1950. Dvě třetiny všech úmrtí jsou způsobeny nepřenosnými nemocemi; hlavní příčinou úmrtí jsou srdeční choroby. Zatímco sedavý způsob života, nevyvážená strava a konzumace tabáku a alkoholu přispěly k nárůstu nepřenosných nemocí, mnoho lidí přichází o život kvůli přenosným a léčitelným nemocem způsobeným špatnými hygienickými podmínkami a podvýživou v důsledku nedostatečného vzdělání, informovanosti a nedostatečného přístupu ke zdravotnickým službám.
Nepál dosáhl velkého pokroku v oblasti zdraví matek a dětí. Celkem 95 % dětí má přístup k jodidované soli a 86 % dětí ve věku 6-59 měsíců dostává profylaxi vitamínem A. Podařilo se výrazně omezit zakrňování, podváhu a chřadnutí; ale podvýživa, která u dětí do pěti let dosahuje 43 %, je extrémně vysoká. Chudokrevnost u žen a dětí se mezi lety 2011 a 2016 zvýšila a dosáhla 41 %, resp. 53 %. Nízká porodní váha je na úrovni 27 %, zatímco kojení dosahuje 65 %. Nepál snížil mateřskou úmrtnost na 229, oproti 901 v roce 1990; kojenecká úmrtnost klesla na 32 na tisíc živě narozených dětí oproti 140 v roce 1990. Míra prevalence antikoncepce je 53 %, ale míra rozdílů mezi venkovskými a městskými oblastmi je vysoká kvůli nedostatečné informovanosti a snadné dostupnosti.
Pokrok ve zdravotnictví je dán silnou vládní iniciativou ve spolupráci s nevládními a mezinárodními nevládními organizacemi. Veřejná zdravotnická střediska poskytují 72 základních léků zdarma. Kromě toho zaznamenal určitý úspěch plán veřejného zdravotního pojištění zahájený v roce 2016, který pokrývá zdravotní ošetření až do výše 50 000 rupií pro pět členů rodiny za pojistné 2 500 rupií ročně, a očekává se jeho rozšíření. Vyplácením stipendií za čtyři předporodní návštěvy zdravotnických center a hospitalizovaný porod Nepál snížil počet domácích porodů z 81 % v roce 2006 na 41 % v roce 2016. Programy školního stravování zlepšily vzdělání i ukazatele výživy dětí. Díky dotacím na výstavbu toalet v rámci ambiciózního programu "jedna domácnost - jedna toaleta" dosáhla v roce 2019 míra rozšíření toalet 99 %, přičemž v roce 1990 to bylo pouhých 6 %.

### Imigranti a uprchlíci
Nepál má dlouhou tradici v přijímání přistěhovalců a uprchlíků. V moderní době tvořili většinu uprchlíků v Nepálu Tibeťané a Bhútánci. Tibetští uprchlíci začali přicházet v roce 1959 a každoročně jich do Nepálu mnoho přichází. Bhútánští uprchlíci z kmene Lhotsampa začali přicházet v 80. letech 20. století a do roku 2000 jich bylo více než 110 tisíc. Většina z nich byla přesídlena do třetích zemí. Koncem roku 2018 měl Nepál celkem 20 800 potvrzených uprchlíků, z toho 64 % Tibeťanů a 31 % Bhútánců. Ekonomičtí imigranti a uprchlíci prchající před pronásledováním nebo válkou ze sousedních zemí, Afriky a Blízkého východu, označovaní jako "městští uprchlíci", protože žijí v bytech ve městech místo v uprchlických táborech, nemají oficiální uznání; vláda jim usnadňuje přesídlení do třetích zemí.
V roce 2018/19 požádalo o pracovní povolení přibližně 2 000 přistěhovalců, z nichž polovina jsou Číňané. Vláda nemá k dispozici údaje o indických přistěhovalcích, protože ti k pobytu a práci v Nepálu nepotřebují povolení; indická vláda uvádí počet nerezidentních Indů v zemi na 600 000.

## Kultura

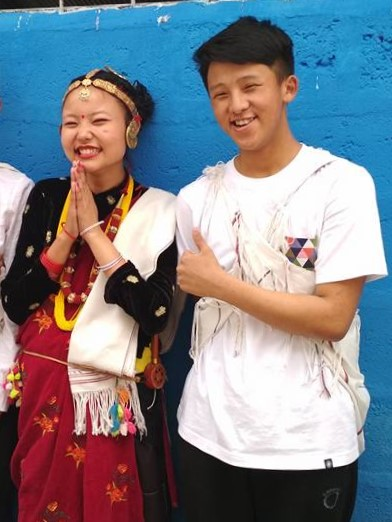
Magarský pár ve svém etnickém oděvu

### Společnost
Tradiční nepálská společnost se někdy vyznačuje společenskou hierarchií. Nepálský kastovní systém ztělesňuje velkou část společenského rozvrstvení a mnohá společenská omezení, která se vyskytují v jižní Asii. Společenské třídy jsou vymezeny více než stovkou endogamních dědičných skupin, často označovaných jako džátí neboli kasty. Nepál prohlásil nedotknutelnost za nezákonnou v roce 1963 a od té doby přijal další antidiskriminační zákony a iniciativy v oblasti sociální péče. Na pracovištích a ve vzdělávacích institucích v nepálských městech identifikace podle kasty do značné míry ztratila na významu.
Rodinné hodnoty jsou v nepálské tradici důležité a vícegenerační patriarchální společné rodiny jsou v Nepálu normou, i když v městských oblastech se stávají běžnými nukleární rodiny. Převážná většina Nepálců má sňatek, ať už se svým souhlasem, nebo bez něj, domluvený rodiči nebo jinými staršími členy rodiny. Manželství je považováno za celoživotní a rozvodovost je velmi nízká – méně než jedno z tisíce manželství končí rozvodem. Časté jsou sňatky dětí, zejména ve venkovských oblastech; mnoho žen se vdává před dosažením 18 let.
Mnoho nepálských svátků má náboženský původ. Mezi nejznámější patří například: Nepálské náboženské svátky: Dašain, Tihar, Teej, Čhath, Maghi, Sakela, Hólí, Svátek přerušení půstu, Vánoce a nepálský nový rok.
Prezident je symbolem národní jednoty. Mučedníci jsou symbolem vlastenectví. Za válečné hrdiny jsou považováni velitelé anglo-nepálské války Amar Singh Thapa, Bhakti Thapa a Balbhadra Kunwar. Zvláštní označení „národní hrdina“ bylo uděleno 16 osobnostem nepálské historie za jejich mimořádný přínos k prestiži Nepálu. Prithvi Narajan Šah, zakladatel moderního Nepálu, je vysoce ceněn a mnohými považován za „Otce národa“.

### Literatura a scénické umění

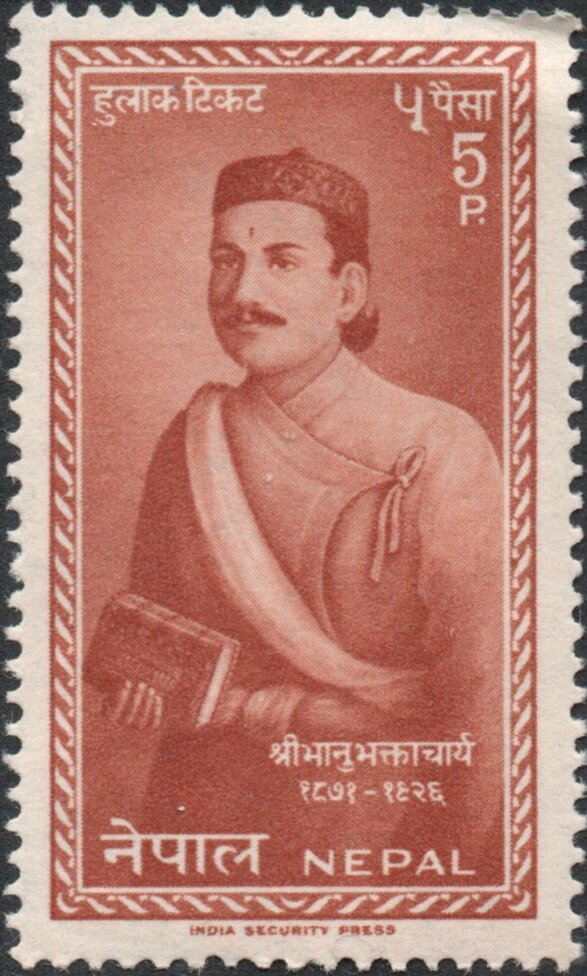
Bhanubhakta Ačárja, nepálský spisovatel, který přeložil staroindický epos Rámájana do nepálštiny

### Oblékání

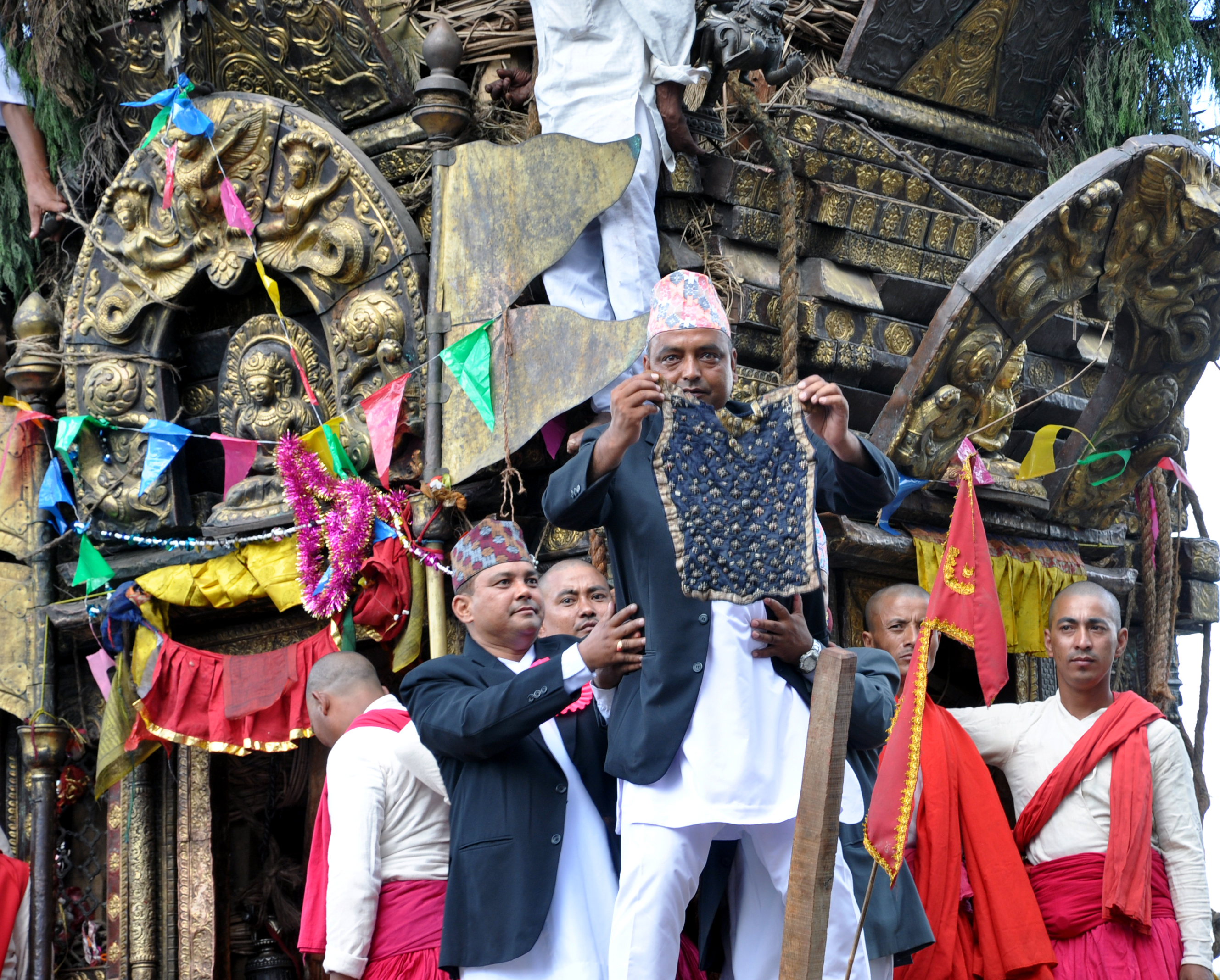
Nepálský muž v daura-suruwalu, kabátu a dháckém topi ukazuje bhoto během festivalu Bhoto Jatra

### Kuchyně

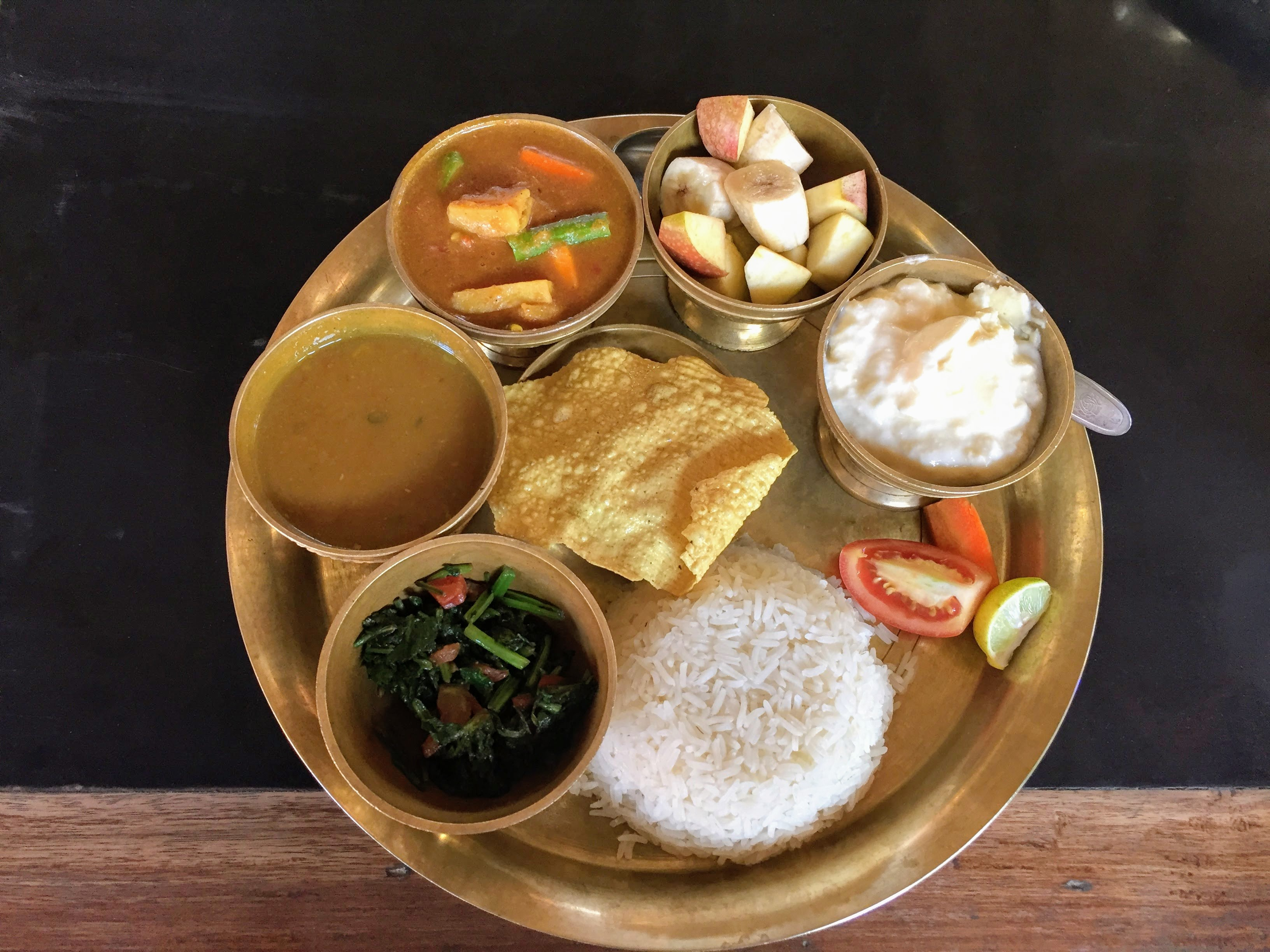
Dál bhat thali s vařenou rýží, čočkovou polévkou (omáčkou), smaženou listovou zeleninou, zeleninovým kari, jogurtem, papadem a zeleninovým salátem.

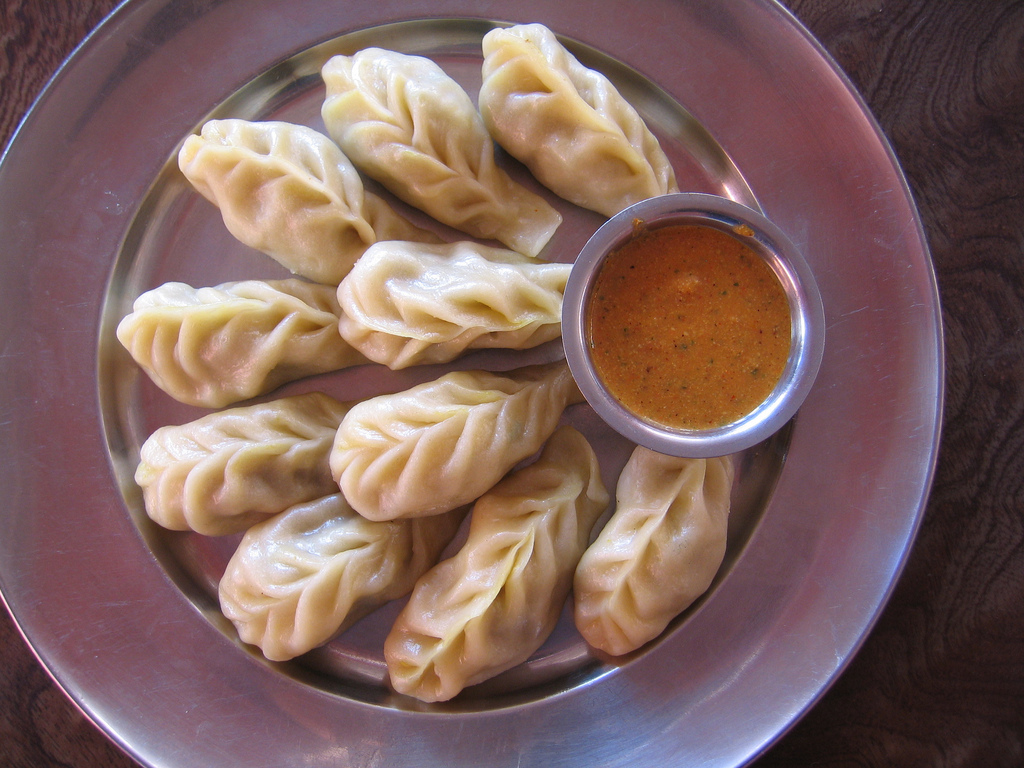
Knedlíčky momo s čatní

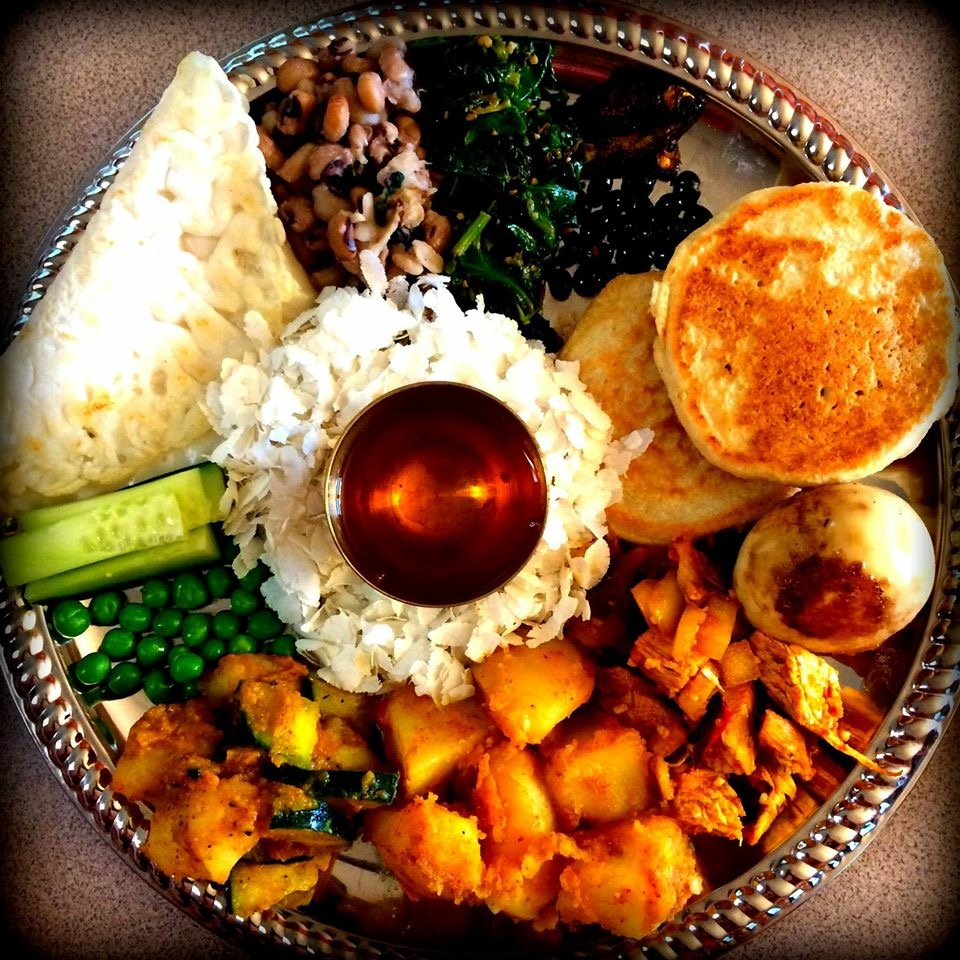
Samajabádží („nevárská kuchyně“)

### Sport a rekreace

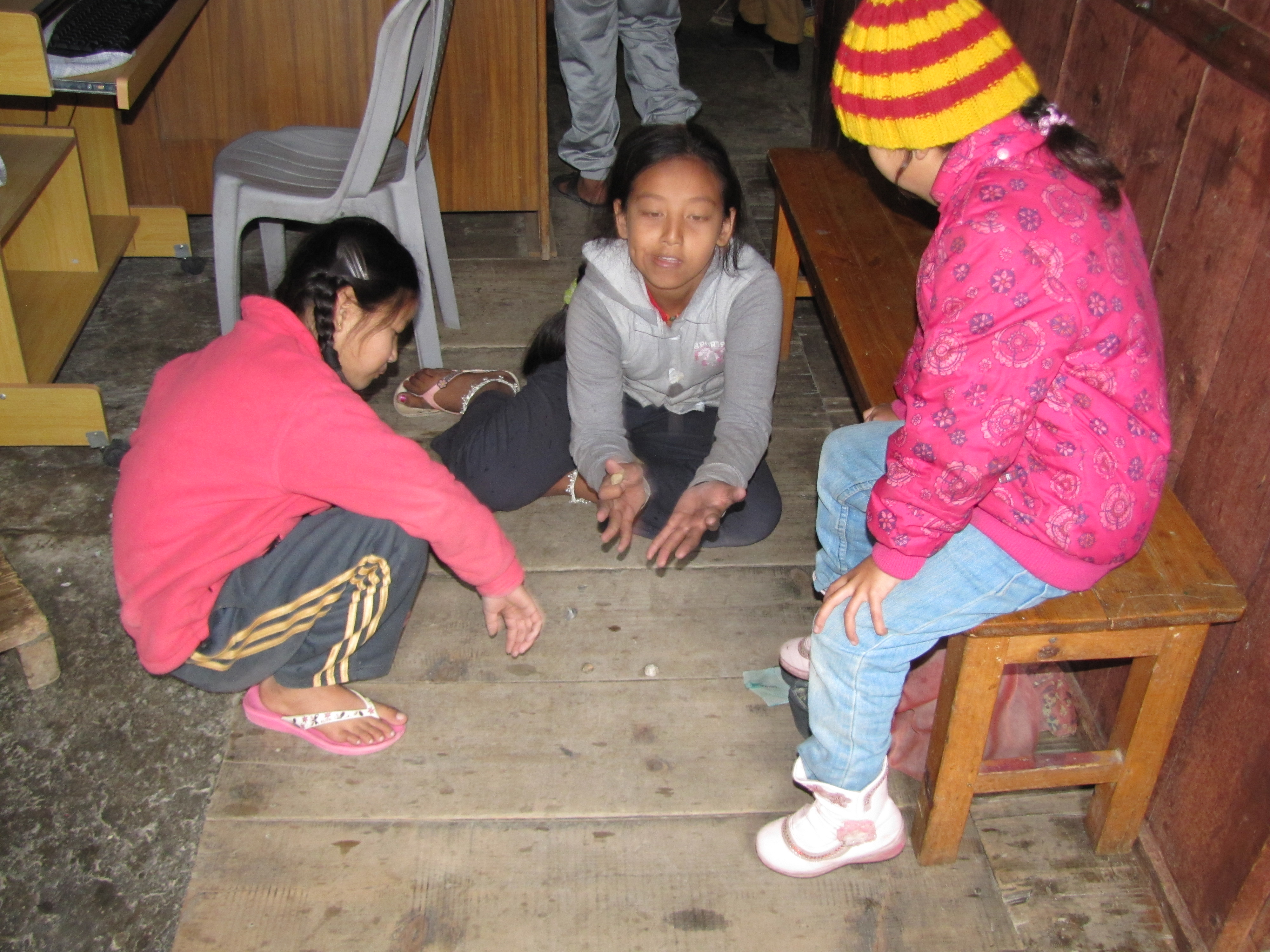
Nepálské děti hrající variantu astragaly s oblázky

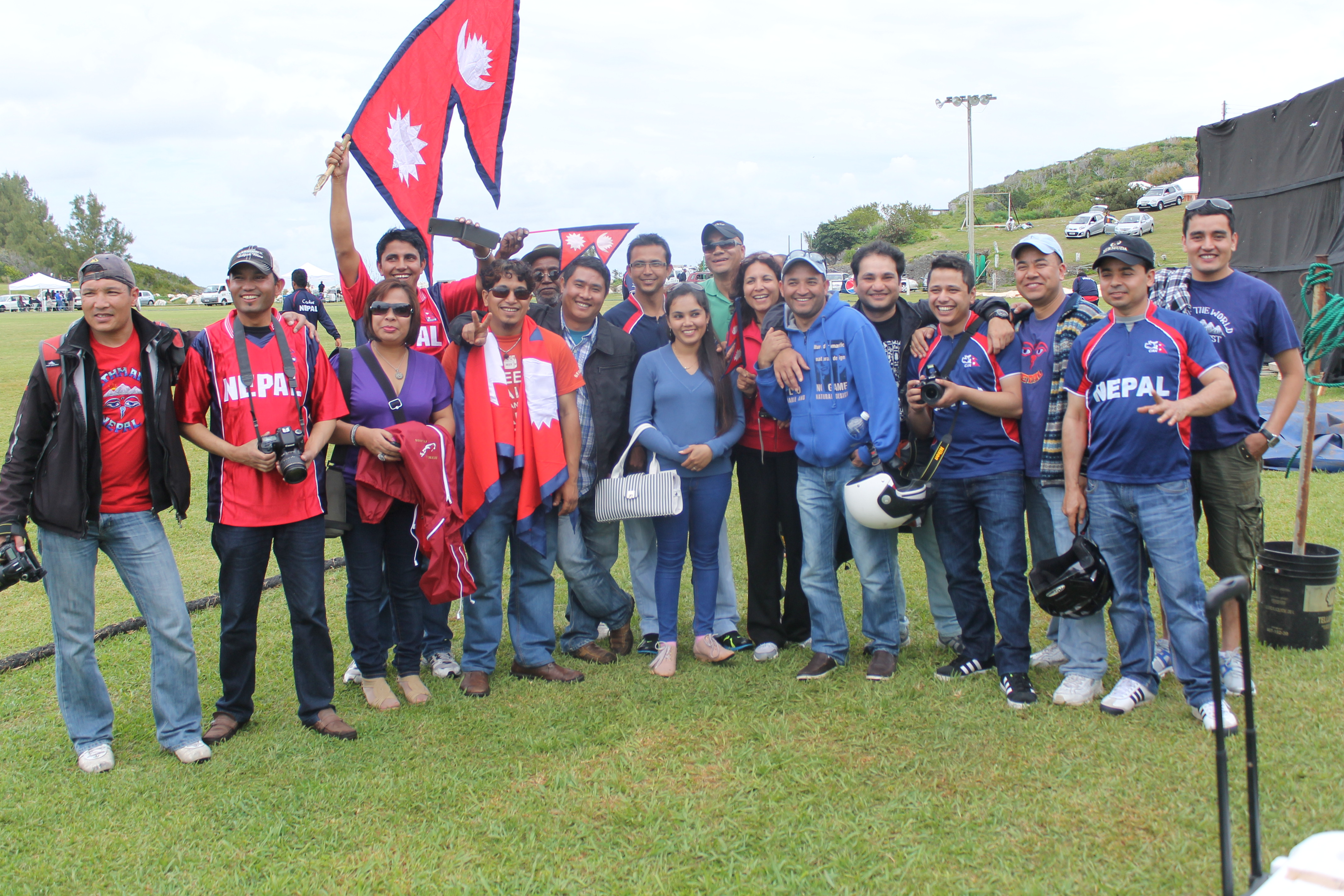
Nepálští fanoušci kriketu jsou proslulí mimořádně nadšenou podporou svého národního týmu

### Umění a architektura
Nejstaršími známými příklady architektury v Nepálu jsou stúpy raně buddhistických staveb v Kapilvastu a jeho okolí v jihozápadním Nepálu a stúpy postavené Ašókou v údolí Káthmándú asi 250 let př. n. l.. Charakteristická architektura spojovaná výhradně s Nepálem byla vyvinuta a zdokonalena névárskými řemeslníky v údolí Káthmándú nejpozději od období Liččhaviů. Čínský cestopis z dynastie Tchang, který pravděpodobně vychází ze záznamů z doby kolem roku 650 n. l., popisuje soudobou nepálskou architekturu, převážně postavenou ze dřeva, jako bohatou na umělecká díla, stejně jako dřevěné a kovové sochařství. Popisuje velkolepou sedmipatrovou pagodu uprostřed paláce, jejíž střechy jsou pokryty měděnými taškami, balustráda, mříže, sloupy a trámy jsou osázeny jemnými a drahými kameny a čtyři zlaté sochy Makarů ve čtyřech rozích základny chrlí z úst vodu jako fontána, kterou přivádějí měděné trubky napojené na zteče na vrcholu věže. Pozdější čínské kroniky popisují nepálský královský palác jako obrovskou stavbu s mnoha střechami, což naznačuje, že Číňané ještě neznali architekturu pagod, která se dnes stala jednou z hlavních charakteristik čínské architektury.
Typický pagodový chrám je postaven ze dřeva, přičemž každý jeho kus je jemně vyřezán geometrickými vzory nebo obrazy bohů, bohyň, mytických bytostí a zvířat. Střechy obvykle pokryté hliněnými taškami, někdy pozlacené, se postupně zmenšují, až dosáhnou nejvyšší střechy, která je sama o sobě opatřena zlatým zakončením. Základnu obvykle tvoří obdélníkové terasy z jemně tesaného kamene; vchod obvykle střeží kamenné sochy konvenčních postav. Stejně velkolepé je i řemeslné zpracování bronzu a mědi, které lze pozorovat na sochách božstev a zvířat, na výzdobě dveří a oken a na zakončeních budov, jakož i na předmětech každodenní potřeby. Nejrozvinutější z nepálských malířských tradic je tradice malby thangka nebo paubha tibetského buddhismu, kterou v Nepálu praktikují buddhističtí mniši a nepálští řemeslníci. Chrám Čangu Narajan, postavený asi ve 4. století n. l., je pravděpodobně nejlepším dílem nepálského dřevařského řemesla; Káthmándské, Pátanské a Bhaktapurské náměstí Durbar je vrcholem nepálského umění a architektury a je ukázkou nepálského řemeslného zpracování dřeva, kovu a kamene, zdokonalovaného po dvě tisíciletí.
Okno „ankhi jhyal“, které umožňuje jednosměrný výhled do okolního světa, je příkladem jedinečného nepálského dřevařského umění, které se vyskytuje ve stavbách, domácích i veřejných, starobylých i moderních. Mnohé kultury malují stěny svých obydlí pravidelnými vzory, postavami bohů a zvířat a náboženskými symboly; jiné malují stěny obyčejně, často hlínou nebo černozemí v kontrastu se žlutou půdou nebo vápencem. Střechy náboženských i obytných staveb výrazně vystupují, pravděpodobně proto, aby poskytovaly ochranu před sluncem a deštěm. Dřevo domácích staveb je stejně jako u jejich náboženských protějšků jemně vyřezávané.